# Hjalmar Söderberg

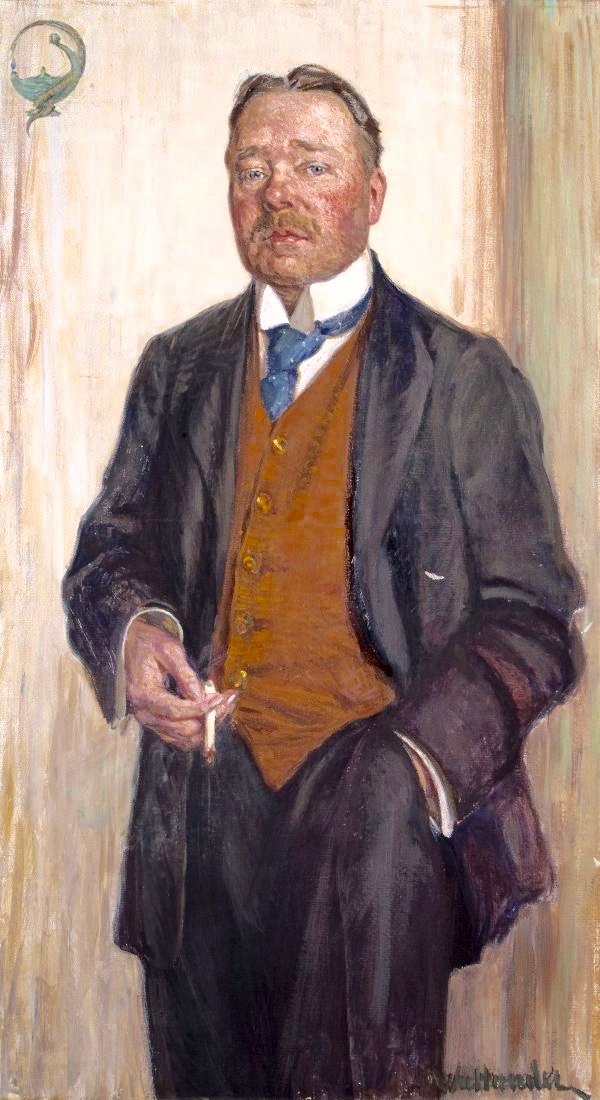
Porträttet är, som Hjalmar Söderberg själv uttryckte det, ”blott alltför likt”. Målningen finns på Thielska Galleriet i Stockholm. Olja på duk (114 x 69 cm) från 1916 av Gerda Wallander.

Hjalmar Emil Fredrik Söderberg, född 2 juli 1869 i Stockholm, död 14 oktober 1941 i Köpenhamn, var en svensk författare, skribent och översättare. Hans författarskap räknas som ett av de mer betydelsefulla i Sverige under 1900-talet. Det var omdebatterat under hans livstid, men har senare fått ett allt större erkännande från såväl läsare som litteraturvetare.
Söderberg skrev dikter, noveller, kåserier, litteratur- och teaterrecensioner, romaner och dramatik, men också kritiska kommentarer om samtiden och flera religionshistoriska arbeten. Han har också beskrivits som en lysande Stockholmsskildrare. Bland hans mest uppmärksammade verk finns Martin Bircks ungdom, Doktor Glas och Den allvarsamma leken. Den förstnämnda är en utvecklingsroman med självbiografiska drag, och även i den sistnämnda – en djupt känd relationshistoria – syns det personliga i berättelsen. Doktor Glas är en moralfilosofisk historia som kretsar kring ett mord. De båda senare böckerna har filmatiserats ett flertal gånger.

## Biografi

### Uppväxt och studier

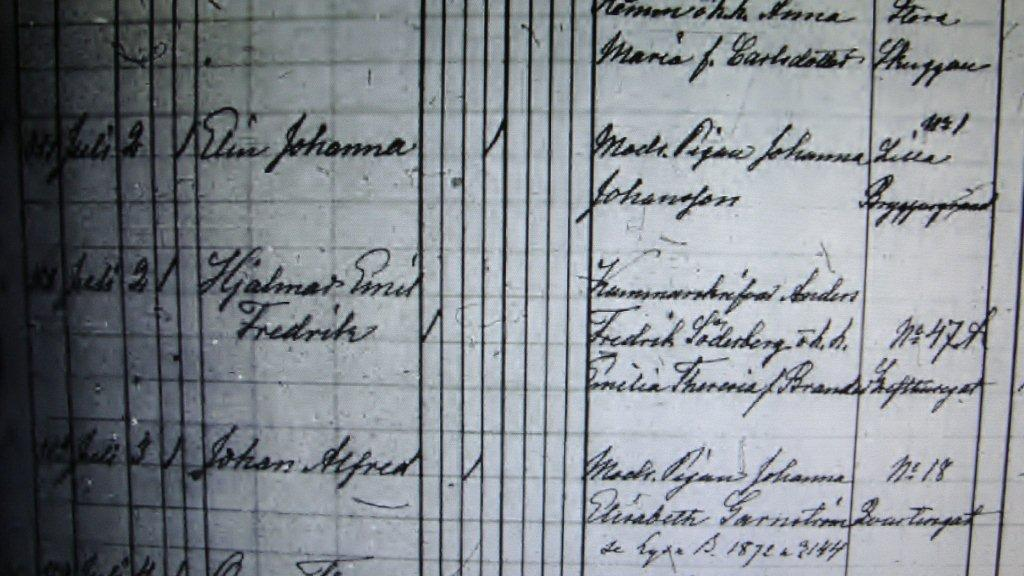
Födelseboken från Hedvig Eleonora församling med notering om Hjalmar Emil Fredrik Söderberg.

Hjalmar Söderberg föddes på Grev Turegatan 47 A – nuvarande nummer 35 på Östermalm i Stockholm. Han var son till Fredrik Söderberg (1833–1900), kamrer vid Kammarkollegiet och Emilia (1836–92), född Brander; båda föräldrarna kom från Stockholm och hade gift sig 1865. Söderberg växte upp på Majorsgatan 10 och 12 tillsammans med systern Frida (1866-1926; dog ogift). Hemmet var ett välordnat ämbetsmannahem på Ladugårdslandet, senare namnändrat till Östermalm. Vid läroverket Norra Latin fanns bland andra skolkamraterna Bo Bergman och Carl G. Laurin, vilka båda blev hans vänner för livet. Där fanns även den litterära föreningen "Concordia". En annan oas återfanns på Stockholms läsesalong med dess böcker. Någon större håg till akademiska studier hade Söderberg däremot inte. Efter studentexamen följde studier vid Uppsala universitet, dock inte med något särskilt lyckat resultat. Söderberg tillbringade endast några månader vid universitetet under höstterminen 1890.

### Karriär som tjänsteman och journalist

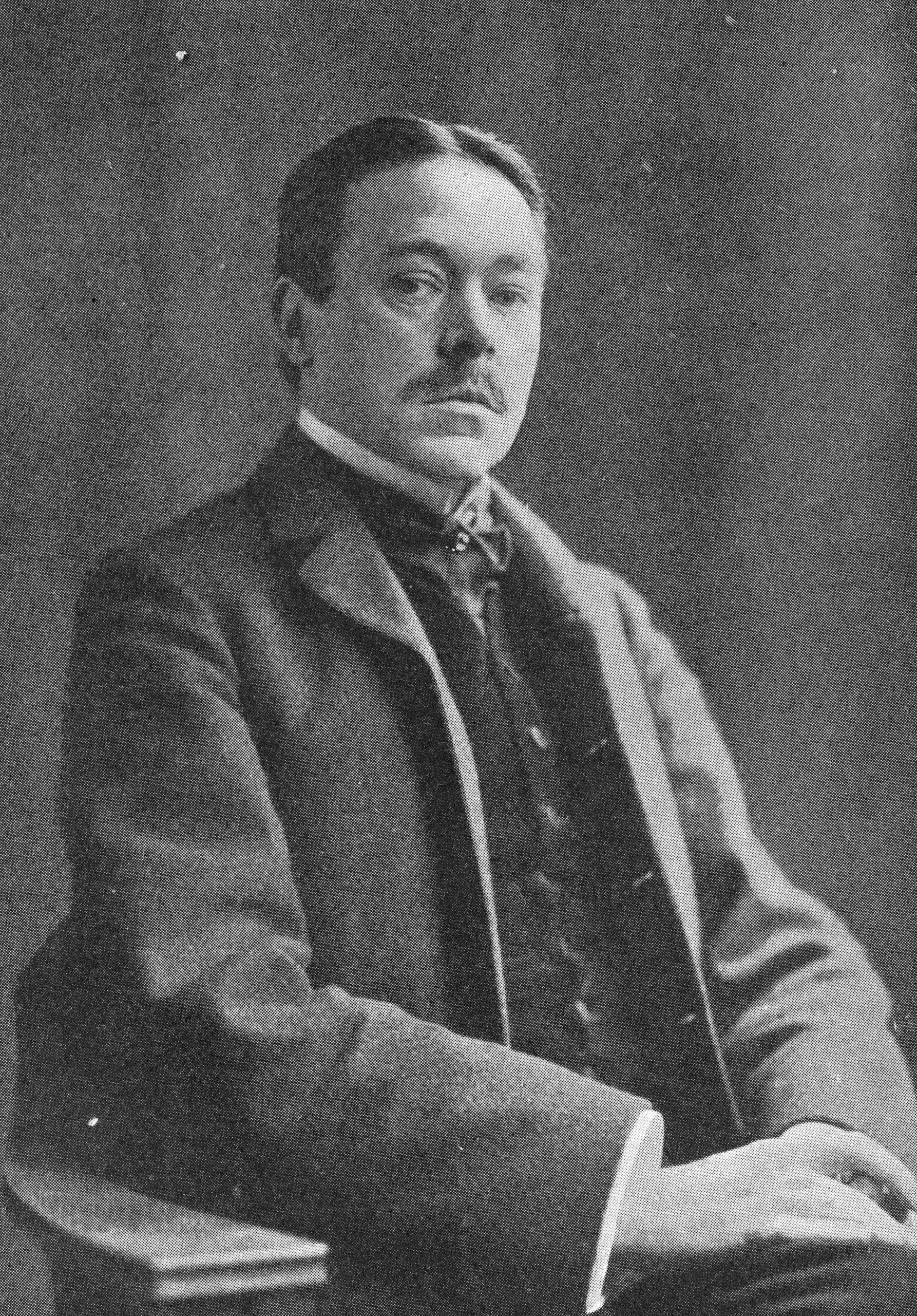
Hjalmar Söderberg, tidigt 1900-tal.

Efter att ha varit anställd vid Generaltullstyrelsen under flera år började Söderberg att arbeta som journalist. Han sökte under hösten 1891 arbete i Kristianstad. Där efterträdde han kulturjournalisten Emil Kléen på Kristianstadsbladet i december 1891. Här stannade han till i april 1892. Tjänstgöringen i Kristianstad förkortades på grund av att modern hastigt insjuknade och Söderberg återvände därför omgående till hemstaden.
Åter i Stockholm och efter moderns bortgång började han skriva kritik som frilans i Dagens Nyheter och Ord & Bild. Från 1897 värvades han som fast medarbetande i kretsen kring Verner von Heidenstam, som övertagit Svenska Dagbladet med finansiell hjälp av Ernest Thiel. Där var Söderberg främst teaterkritiker och kåsör under åren fram till 1908. När han debuterade som romanförfattare hade han redan gjort sig ett namn som journalist och skriftställare.

### Familjebildning
Hjalmar Söderberg var från den 18 januari 1899 till den 15 februari 1917 gift med Märta Abenius (1871–1932). Som nygifta bodde paret på Villagatan 6. Tillsammans hade de tre barn: Dora, född 1899 på Folkungagatan 95, Tom, född 1900 på Styrmansgatan 51 och Mikael (Michael), född 1903 på Observatoriegatan 6.
Under åren 1901–07, då familjen bodde på Observatoriegatan, hyrde Söderberg en "skrivarlya" på Rådmansgatan 73 under åren 1905–08 för att han skulle få arbetsro. Hemmet och skrivarlyan låg på parallellgator med Kungstensgatan emellan. På sina två adresser, båda utmärkta med plaketter, skrev Söderberg noveller till Främlingarna och här arbetade han med romanen Doktor Glas. Ett antal noveller i Det mörknar öfver vägen kom till här liksom pjäsen Gertrud. Denna pjäs är ett kärleksdrama. Den har filmats av den danske regissören Carl Th. Dreyer. Gertrud har sin bakgrund i författaren egna smärtsamma upplevelser. Härifrån kommer uttrycket "köttets lust och själens oboliga ensamhet".

### Kris i äktenskapet – flytten till Köpenhamn
Efter 1906 bodde Söderberg till och från i Köpenhamn på olika adresser, även Poste restante København. I augusti 1907 var Söderberg i Skåne. Här träffade han danskan Emilie Voss (1876–1957) i Mölle. Tycke uppstod och tre år senare, den 6 november 1910, föddes deras dotter Betty i München, dit de hade åkt i hemlighet. I februari 1917 fick Söderberg ut skilsmässa från första hustrun Märta, bland annat efter det att äktenskapslagstiftningen ändrats i Sverige i november 1915. Den 23 augusti 1917 gifte sig Hjalmar Söderberg och Emilie Voss i Rådhuset i Köpenhamn. Det dröjde dock till i januari 1919 innan det noterades i den svenska folkbokföringen, att Söderberg var "utflyttad från Sverige till utlandet, Danmark/Själland/Köpenhamn".

### Frederiksberg och Köpenhamn

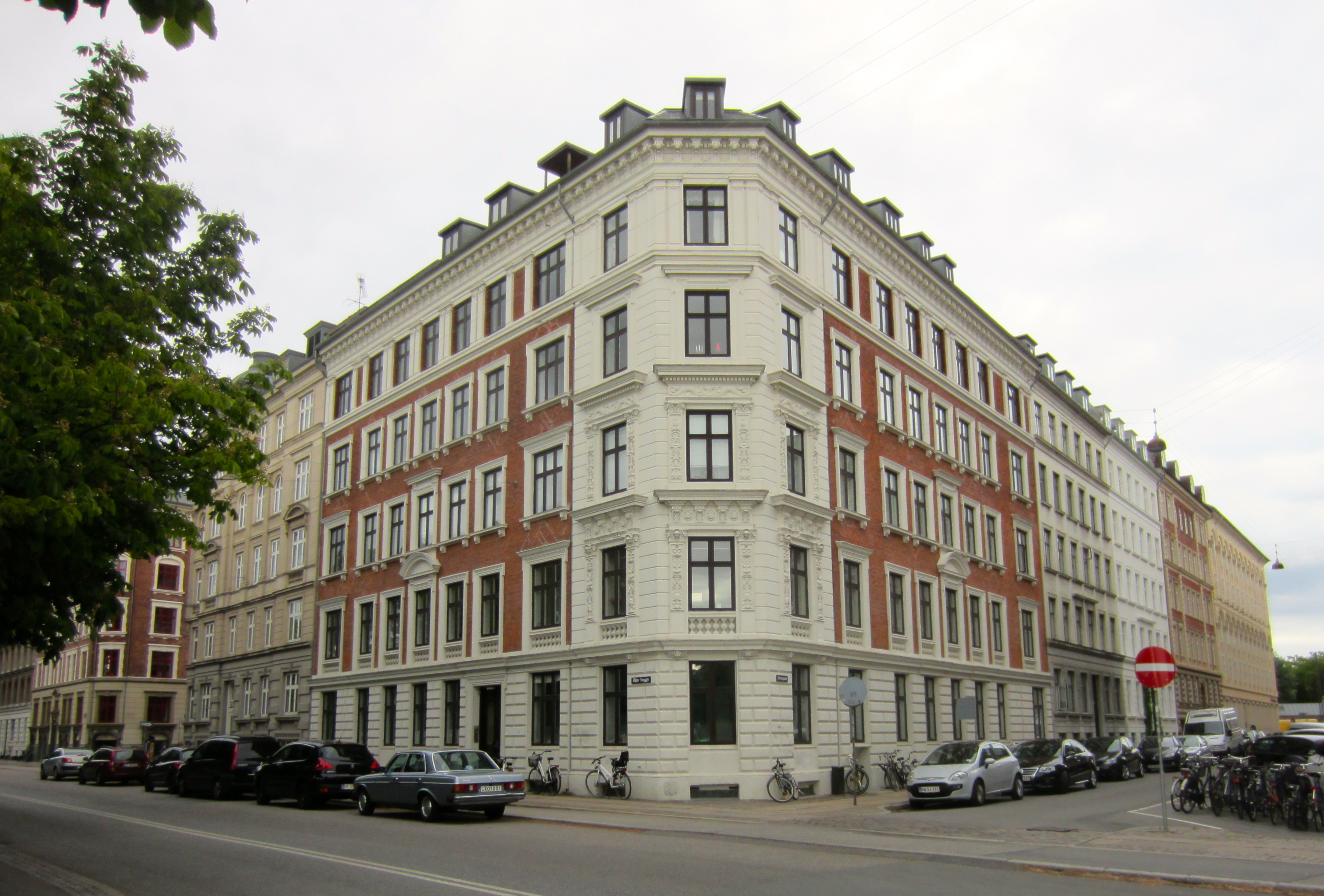
Øster Søgade 96 i Köpenhamn. I detta hus hade Hjalmar Söderberg sin sista bostad, februari-oktober 1941.

Hjalmar Söderberg var bosatt med sin danska familj från hösten 1917 på Gammel Kongevej 141 i Köpenhamn.
Från april 1918 bosatte de sig på Allégade 15 A på Frederiksberg. Här bodde de fram till våren 1931, då de flyttade till ett nybyggt bostadshus vid det närbelägna Glahns Allé 43. Här kunde de få ett modernare och mer funktionellt kök i sin lägenhet.
I december 1938 flyttade de vidare till Nørre Farimagsgade 1, med utsikt mot Ørstedsparken i Köpenhamn.
I februari 1941 flyttade de en sista gång, nu till Øster Søgade 96 vid Østerport i Köpenhamn. I våningen bredvid bodde redan dottern Betty (1910–93) med sin familj. Hon var redan då en uppburen skådespelerska och gift med litteraturhistorikern Hakon Stangerup. Hjalmar Söderberg fick två barnbarn: Henrik Stangerup och Helle Stangerup, båda blev författare liksom morfar.

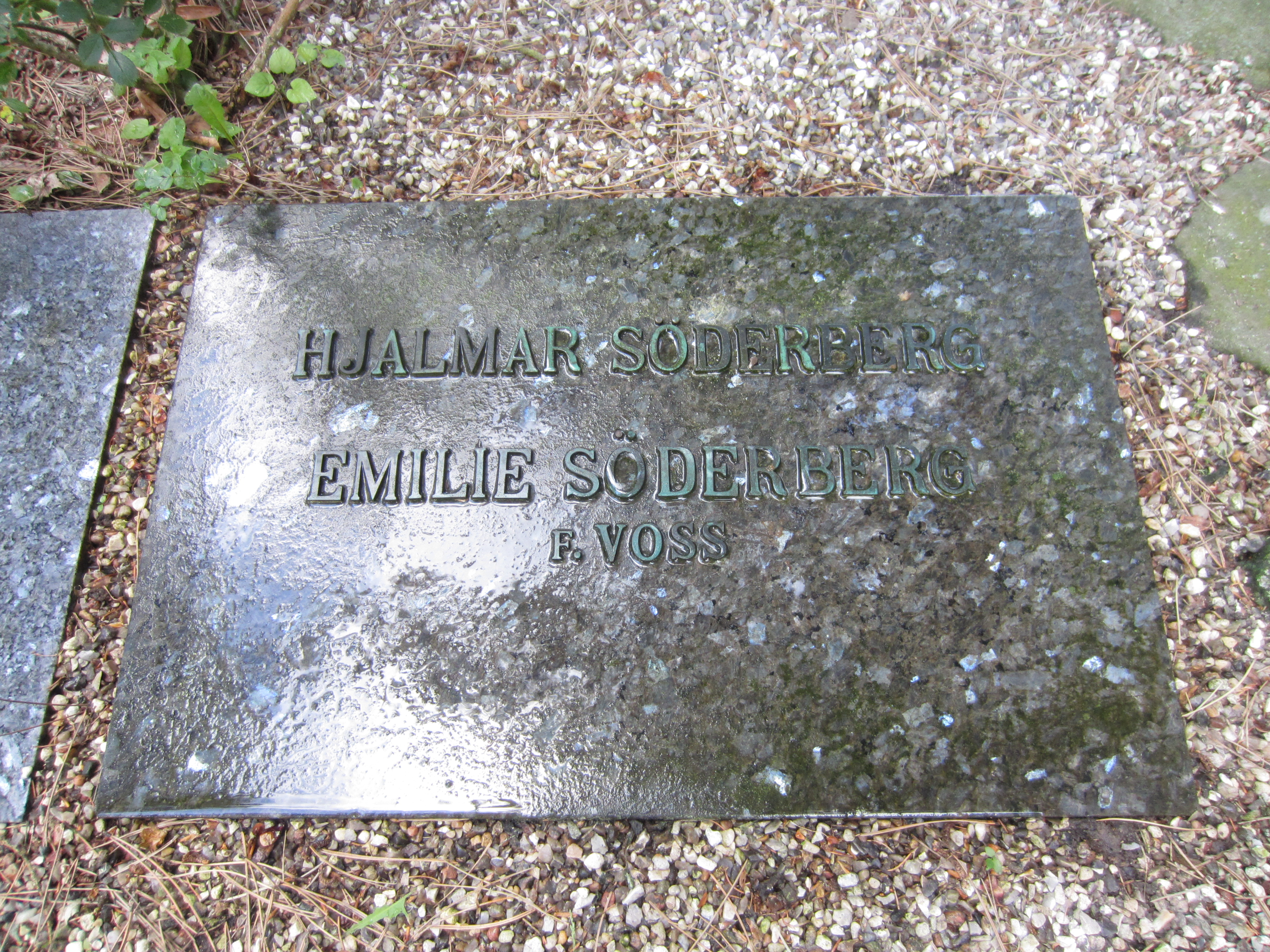
Hjalmar och Emilie Söderbergs grav på Vestre Kirkegård i Köpenhamn.

Hjalmar Söderberg avled den 14 oktober 1941 på Kommunehospitalet i Köpenhamn. Han begravdes den 18 oktober och vilar i familjegraven på Vestre Kirkegård i Köpenhamn. Söderberg dog under den nazityska ockupationen av Danmark där han hade levt under drygt trettio år med sin danska familj. Två av hans svenska barn – Dora och Tom – fick tillstånd av den tyska ockupationsmakten, att komma till hans sjukbädd på Kommunehospitalet i Köpenhamn. Efter begravningen fick de genast fara tillbaka till Sverige. Kvar i Köpenhamn blev hans hustru Emilie och yngsta dotter Betty.
Söderbergs familj har vårdat sig om hans litterära kvarlåtenskap och valt att överlåta merparten av hans korrespondens och ett flertal originalmanuskript till Göteborgs universitetsbibliotek. Även vid Kungliga biblioteket i Stockholm finns flera originalmanus.

### Obekräftade uppgifter om utomäktenskaplig dotter
Per Wästberg förmedlar i den fjärde delen av sina memoarer – Ute i livet – som utkom i augusti 2012, en uppgift om att Hjalmar Söderberg skulle haft en utomäktenskaplig dotter Ninni född 1910. Detta är inte troligt, anser Kurt Mälarstedt, trots att Wästbergs källa är den då nyligen avlidne toppdiplomaten Sverker Åström. Efterlevande till flickan Ninni – som var gift Thofelt i sitt första äktenskap, Bjerke i sitt andra – bekräftar att hon på äldre dagar intensivt efterforskade sina biologiska föräldrar. Av någon anledning misstänkte hon, att Hjalmar Söderberg var hennes far. Hon fann emellertid inga bevis för att denna misstanke överensstämde med verkligheten. Flickan Ninni hette ursprungligen Carin Märtha Ingeborg Larsson och var född i Engelbrekts församling i Stockholm den 15 april 1910. Hon bör alltså ha kommit till någon gång under juli månad 1909. Vid denna tidpunkt, liksom för övrigt under hela året 1909, befann sig emellertid Hjalmar Söderberg i Köpenhamn. Där levde Söderberg i en av allt att döma lycklig relation med Emilie Voss, som han träffat i Mölle sommaren 1907. Under sommaren 1909 tog han in på Badehotellet i Dragör och var då ivrigt sysselsatt med, att skriva sin tankebok Hjärtats oro.

## Författarskap

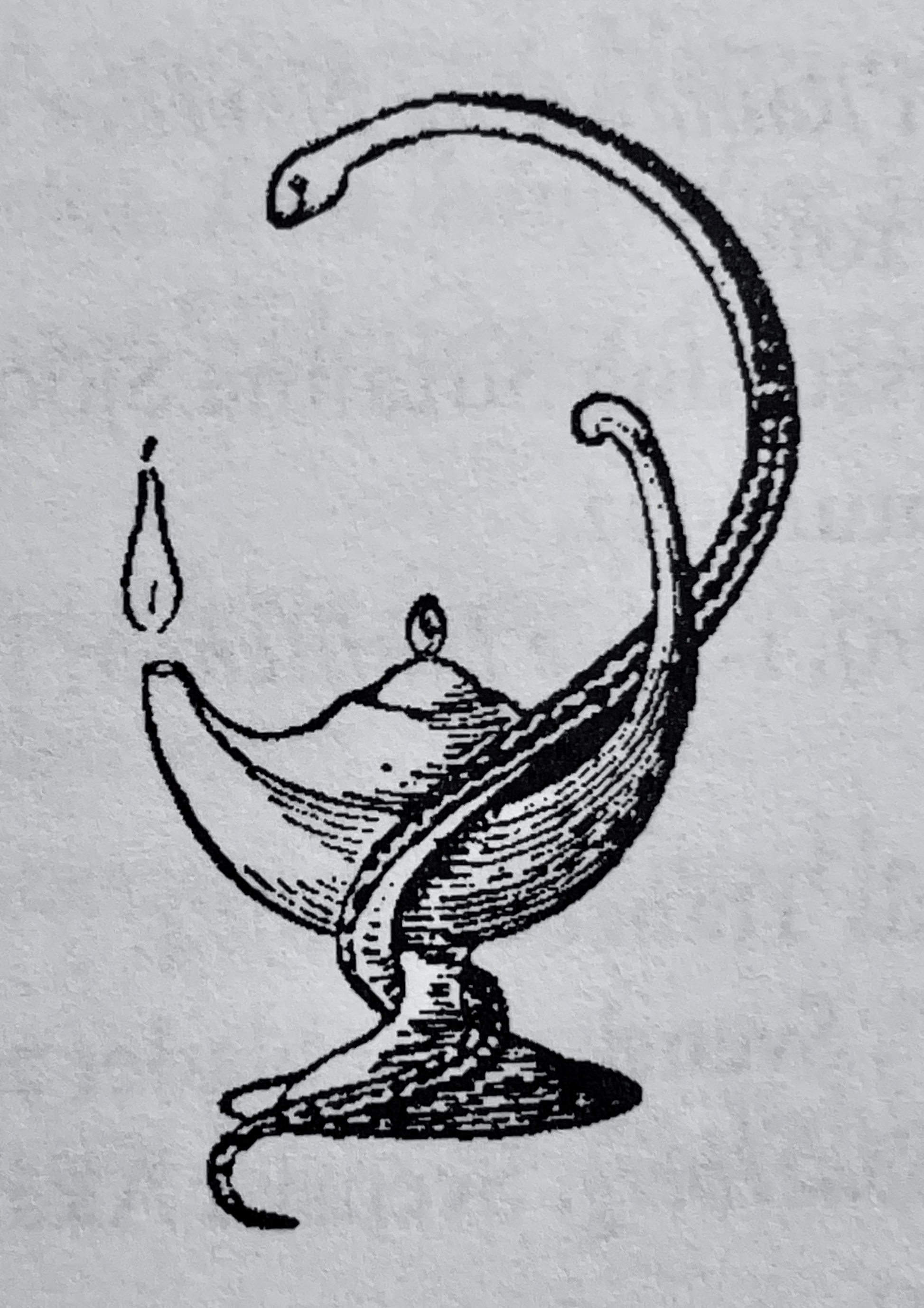
Hjalmar Söderberg tecknade flera olika vinjetter. Denna från novellsamlingen "Främlingarna" (1903) med en slingrande orm och en oljelampa blev som ett personligt signum för honom.

Hjalmar Söderberg uppfattades i början av sin författarbana ofta som en blaserad flanör som betraktade omvärlden utan egentligt intresse. Men Söderbergs litteraturkritik, stilkonst och allvaret i hans verk gav honom efter hand en position i svensk litteratur omkring sekelskiftet 1900. Han lovordades för sin rena och klara stil av en rad kritiker, uppmärksammades för sin sociala medkänsla och blev läromästare för den tidens Stockholmsförfattare. Han hade en uttalad motståndare i kritikern Fredrik Böök, som talade om ”fin de siècle”, ”modebetonad trötthet” och ”förlegad skepsis”, medan andra kritiker betonat mångsidigheten, engagemanget och stilkonsten i Söderbergs författargärning.
"Hjalmar Söderbergs melankoli är av den art, att den förklarar och försvarar hans placering inte enbart som en 'nittiotalets realist' utan också som en av det nya århundradets portalfigur", skrev Erik Hjalmar Linder i "Ny illustrerad svensk litteraturhistoria" (1965).
Göran Hägg skriver om Hjalmar Söderberg i sin Den svenska litteraturhistorien från 1999: "Ensam bland mer framstående sekelskiftesförfattare valde han att berätta om den samtida verkligheten. Därför är vår bild av sekelskiftets Sverige i hög grad hans."
I Sverige har i första hand Bonniers gett ut Söderbergs skönlitterära böcker. Internationellt har spridningen av hans böcker fortsatt. De är för närvarande översatta till ett 30-tal språk. Från och med år 2012 är utgivningen av Hjalmar Söderbergs verk fri eftersom det har gått 70 år sedan hans död. Detta har resulterat i ett stort antal nyutgivningar både på svenska och i översättningar till bland annat kinesiska, tyska, ryska och interlingua.

### Romaner

#### Förvillelser
Hjalmar Söderberg debuterade med romanen Förvillelser, som utkom 1895. Boken väckte en häftig debatt, och ansågs rent av som omoralisk. Den gav Söderberg epitetet ”ungdomens förförare”. Den handlar om medicinstuderande Tomas Weber, som flyter omkring i tillvaron och gör en överklassflicka med barn samtidigt som han har ett förhållande med en flicka i en handskbutik.

#### Martin Bircks ungdom
Utvecklingsromanen Martin Bircks ungdom, från år 1901, är delvis självbiografisk. Nockeby och Brostugan på Kärsön inspirerade Söderberg till sommaravsnittet i romanen. Under sommaren 1888 hyrdes övervåningen på Brostugan som sommarnöje av Hjalmar Söderbergs föräldrar.

#### Doktor Glas

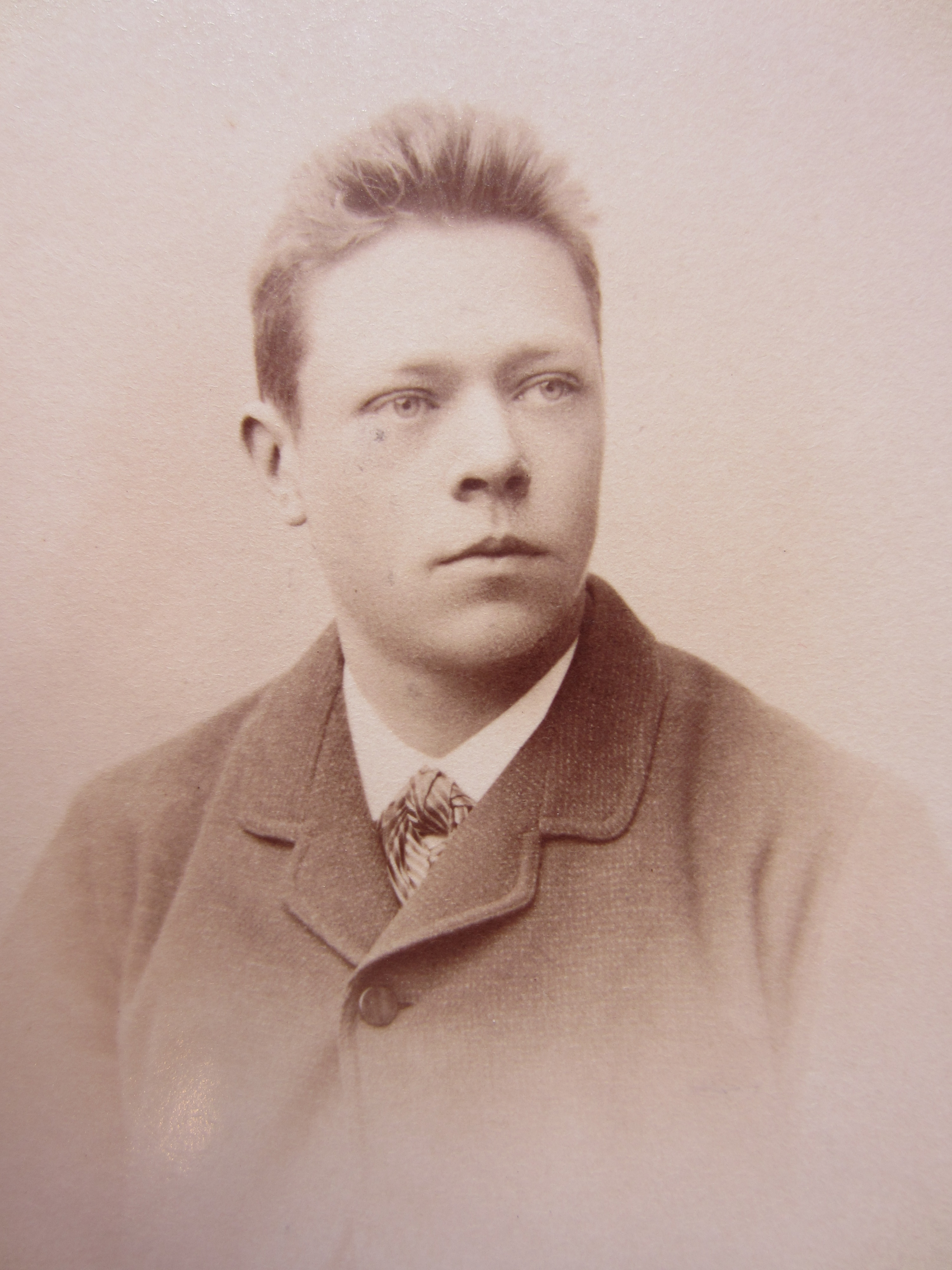
Ungdomsfoto av Hjalmar Söderberg. Göteborgs universitetsbibliotek.

En höjdpunkt i författarskapet är dagboksromanen Doktor Glas (1905), som beskriver hur titelpersonen dödar pastor Gregorius, som han finner vara en helt omoralisk person. Romanen belyser den eviga frågan om det är rätt att döda.

#### Den allvarsamma leken
Den allvarsamma leken (1912) är Söderbergs sista roman i traditionell mening. I historien berättas den olyckliga kärlekshistorien mellan Arvid Stjärnblom och Lydia Stille. I romanen förlorar den unge Arvid Stjärnblom sin älskade Lydia till en äldre man vars inkomster tillåter henne att leva det liv hon drömmer om. Arvid och Lydia träffas dock på nytt efter några år och inleder en kärleksaffär, en allvarsam lek, till synes av ödet bestämd att utmynna i intet. Hjalmar Söderberg förekommer själv i romanen under namnet Henrik Rissler. Den allvarsamma leken väckte blandade reaktioner hos samtidskritiken, men har senare fått stor uppskattning och kallats för ”vår litteraturs enda betydande kärleksroman”.

### Historietter och noveller
Historietter, som kom ut 1898, är Söderbergs mest lästa och omtyckta novellsamling. De korta förtätade berättelserna, flertalet med ett lyriskt anslag, växlar mellan skämt, allvar, ironi och patos där huvudpersonerna inte sällan är de ensamma, utstötta eller vilsna.
Söderberg skrev mycket i det korta formatet och utgav flera andra berättelsesamlingar. Främlingarna (1903) och Det mörknar öfver vägen (1907) beskrivs som mindre enhetliga samlingar, men karakteriseras liksom Historietter av vemod, stillsamt allvar och en impressionistisk blick för ett avgörande ögonblick eller en ödesmättad situation. De senare samlingarna Den talangfulla draken (1913) och Resan till Rom (1929) är mer varierade till sitt innehåll, med bland annat historiska motiv och inslag av saga, reseskildring och kåseri.

### Dramatik
Kärlekshistorien med Maria von Platen kom att sätta spår i skådespelet Gertrud (1907) och i romanen Den allvarsamma leken. Gertrud spelades första gången på Dramaten 1907 och har även gjorts som film och satts upp som tv- och radioteater.
Aftonstjärnan (1912) beskrivs som en vemodig och bitter vardagshistoria om förtryck och översitteri, om känslomässig utpressning, om pengarnas makt och om den goda människans utsatthet i en kall värld, och har spelats i åtskilliga uppsättningar genom åren.
Söderbergs tredje pjäs Ödestimmen från 1922 är ett politiskt idédrama med bakgrund av krigsutbrottet 1914. Den blev inte lika framgångsrik, men spelades 1923 i Kristiania på Nationaltheatret och i Stockholm på Kungliga Dramatiska Teatern 1945 i regi av Rune Carlsten.

### Tänkebok
Hjärtats oro är en tänkebok, en blandning av essä med inslag av dagboksroman och kristen religionsfilosofi. Den är utgiven på Albert Bonniers Förlag i november 1909. Det blev en ganska märklig bok – en stundom kåserande, stundom djupt filosoferande betraktelse över företeelser i tiden och historien. I en uppgörelse med pragmatismen och dess filiosofiska system riktar sig Söderberg främst mot filosofen Vitalis Norström. I Hjärtats oro skriver Söderberg personligt om filosofi, religion och politik, men också om ensamhet och livströtthet. Stort utrymme ges åt religionskritik, som han kom att bli mer och mer upptagen av.

### Jahves eld, Jesus Barabbas och Den förvandlade Messias
Under sina senare år i Köpenhamn ägnade sig Söderberg allt mindre åt skönlitteratur. Istället bedrev han religionsforskning i verk som Jahves eld (1918), Jesus Barabbas (1928) och Den förvandlade Messias (1932) där idén att bibelns Barabbas var identisk med Jesus framförs. De två första verken är i romanform. Söderbergs teorier var mycket kontroversiella och väckte upprörda känslor från många håll. En avvikande röst var emellertid Hjalmar Gullberg som i en recension av den sista boken föreslog att Söderberg borde kallas som professor i nya testamentets exegetik vid Lunds universitet.

### Översättare och journalist
Hjalmar Söderberg har även översatt bokverk från originalspråk till svenska av Anatole France, Peter Nansen, Heinrich Heine, J.P. Jacobsen, Paul Géraldy, Guy de Maupassant och Alfred de Musset. Björn Sundberg har i en Understreckare i Svenska Dagbladet den 14 oktober 2010 visat hur Hjalmar Söderberg fann sin lätta stil i översättandet.
I Göteborgs Handels- och Sjöfarts-Tidning var Söderberg medarbetare under tidsperioden 1925-40. Han skrev liksom Torgny Segerstedt tidigt mycket kritiska artiklar om nazismen och dess makthavare. Dessutom skrev han bokrecensioner och även en språkvetenskaplig artikel med rubriken "Fan".

## Övriga aktiviteter

### Vinjetterna
Bokförlaget Wahlström & Widstrand fick sitt förlagsmärke – sin logotyp – av Söderberg i samband med att han försökte få förlaget att anta hans första roman Förvillelser. Förlaget köpte vinjetten, men refuserade boken.
Hjalmar Söderbergs har själv tecknat vinjetterna till förstaupplagorna av Främlingarna (1903), Doktor Glas (1905). Den provisoriska vinjetten till Doktor Glas finns på originalmanuskriptet i Göteborgs universitetsbibliotek. Därefter tacknades vinjetter till Gertrud (1906), Det mörknar öfver vägen (1907) och Den allvarsamma leken (1912). Vinjetten till Förvillelser gjordes först till den 4:e upplagan (1913). För Jahves eld skissade Söderberg två versioner, varav den ena publicerades, (1918). Vinjetten till Jesus Barabbas tecknades först 1934 i samband med att skriften utgavs i Norge.

### Söderberg i radio

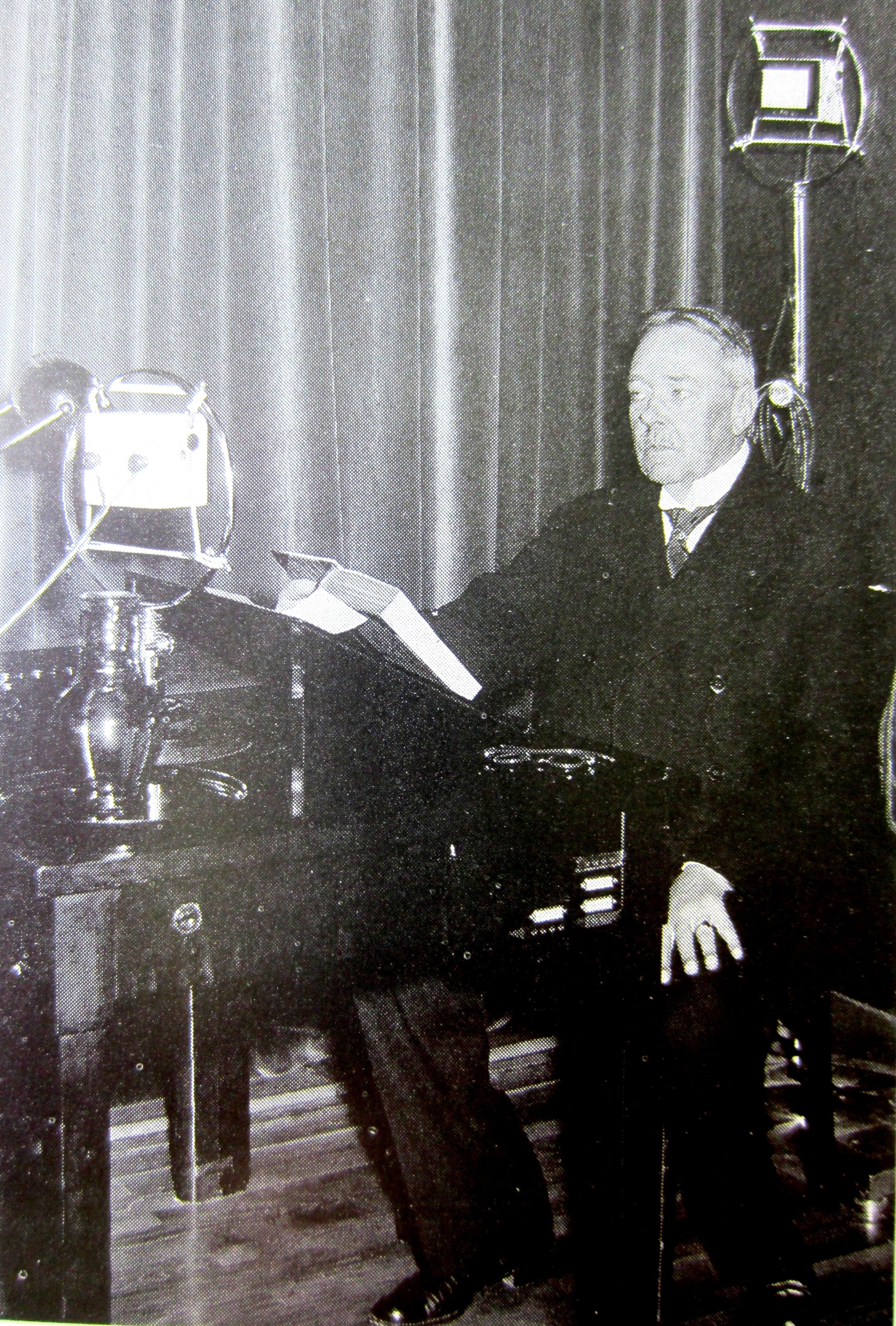
Hjalmar Söderberg läser ur "En Stockholmskrönika från sekelskiftet" hos Radiotjänst den 28 augusti 1934. Foto i "Vecko-Journalen", 36/1934.

I mars 1936 berättade Hjalmar Söderberg i radio om sina minnen av Oscar Levertin. I ett brev den 25 februari till John Landquist kommenterade han uppdraget, som han kallade "ett litet radioprat". Det var inte första gången han framträdde i det nya mediet. Redan 1927 hade han läst "Den brinnande staden" och "Oskicket" och 1934 några avsnitt ur "En Stockholmskrönika från sekelskiftet". Vid det senare tillfället fick han möjlighet att sjunga, vilket drog uppmärksamhet till uppläsningen. När Söderberg framförde "Oskicket" 1927 lär han ha visslat - i det här fallet melodin till "Hennes namn och börd" ur "Kung för den dag".

## Eftermäle
Söderbergs biograf Bure Holmbäck har beskrivit hans författarskap på följande sätt: ”Att Hjalmar Söderberg fortfarande engagerar så många läsare – och vinner nya också utanför Sverige – måste i hög grad bero på vad han uttrycker med sitt språk: Tankar och erfarenheter, värderingar och insikter, känslor och stämningar”. Holmbäck fortsätter: ”Hans stilkonst präglas inte bara av kvickhet, eftertanke och intellektuell skärpa utan också av fin känsla för stämningar, i andra sammanhang av en träffsäker polemik och elegant ironi, av allvar och humor och alltid av hans omutliga ärlighet”.

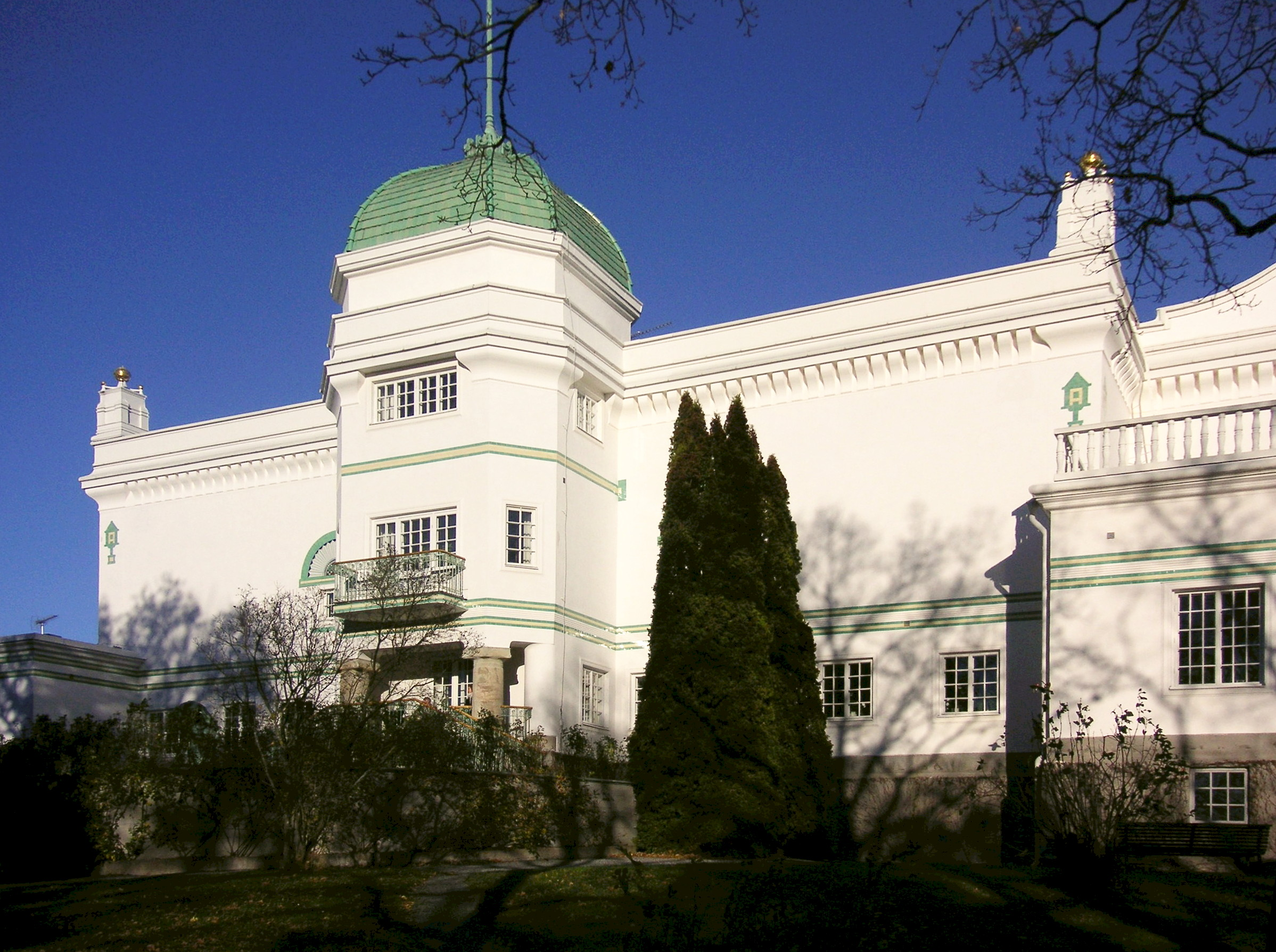
Thielska Galleriet, södra fasaden.

### Söderbergrummet vid Thielska galleriet
Familjen Thiel omgav sig gärna med goda vänner – både konstnärer och författare. I husets övervåning finns det ett gästrum, som har fått namn efter Hjalmar Söderberg, som brukade bo där under sina vistelser hos Ernest Thiel. Här finns författarens skrivbord, några av hans teckningar och hans porträtt målat av konstnären Gerda Wallander, som också tillhörde Thiels vänkrets.
Söderbergrummet tillkom 1969 på 100–årsdagen av Söderbergs födelse. Det invigdes i närvaro av representanter för familjen: Tom Söderberg och Dora Söderberg med sonen Rolf Carlsten, samt Betty Söderberg med maken Hakon Stangerup och sonen Henrik.
Ernest Thiel och Hjalmar Söderberg brevväxlade under mer än 30 år. De avhandlade allt från äktenskapliga problem och ekonomiska svårigheter till politik, teater och litteratur. Schack var ett gemensamt intresse. De hade ibland flera spel på gång samtidigt och skickade dragen till varandra via korta anteckningar i brev och på vykort.
För att erinra om 150-årsminnet av Hjalmar Söderbergs födelse 1869 anordnade Thielska galleriet en mer än årslång utställning från 19 september 2019 med titeln "Hjalmar Söderberg och bildkonsten". Utställningen varade till 2 januari 2022 och hade curerats av intendent Sophie Allgårdh.

### Söderbergsällskapet
Söderbergsällskapet bildades den 16 februari 1985 och konstituerades i augusti samma år. Initiativtagare var litteraturdocenten och författaren Bure Holmbäck, som sommaren 1984 arrangerade en mycket välbesökt utställning på Kungliga biblioteket om Hjalmar Söderberg. Därvid undersökte han också möjligheterna, att bilda ett litterärt sällskap med det uttalade syftet ”att främja intresset för Hjalmar Söderbergs författarskap, hans person, hans samtid och hans miljöer”. Nuvarande ordförande är Gustaf Neander, som 2018 efterträdde Nils O. Sjöstrand.

### Staty utanför Kungliga biblioteket

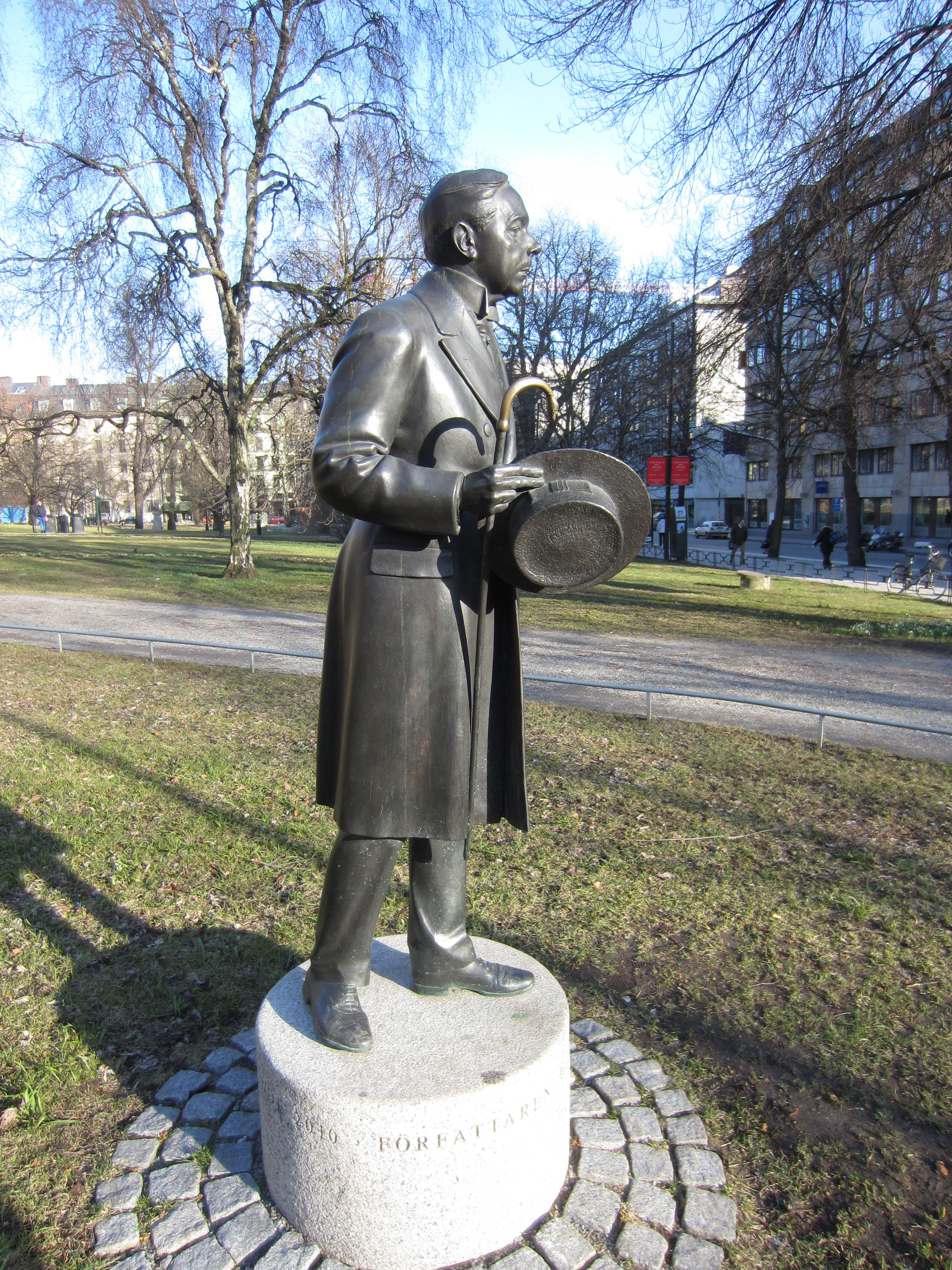
”Hjalmar Söderberg 1869-1941”, Författaren möter besökaren till Kungliga biblioteket i Humlegården. Staty av Peter Linde avtäckt den 11 september 2010.

Statyn av Hjalmar Söderberg finns utanför entrén till Kungliga biblioteket i Humlegården. Den 11 september 2010 överlämnade Söderbergsällskapet bronsstatyn av Hjalmar Söderberg i naturlig storlek som en gåva till Stockholms stad. Staty och sockel är utförda av skulptören Peter Linde, som arbetade med uppdraget i närmare fem år. Gjutningen utfördes av Herman Bergmans Konstgjuteri AB. Statyn står på en 600 kilo tung sockel av vätögranit. Kostnaden för staty och sockel uppgick till drygt 500 000 kronor.
Konstnären har på ett kongenialt sätt fångat Söderberg i tidstypisk klädsel mitt i steget, med hatten lyft till hälsning mot besökaren till biblioteket, spatserkryckan med ägarens kännetecken i den ena handen och de röda handskarna i den andra - i likhet med en av Söderbergs romanfigurer. Vem som skulle sköta om statyn, som står på statlig mark, löstes genom att Stockholms stad tog på sig ansvaret för detta.

### Vägar uppkallade efter Söderberg

Hjalmar Söderbergs logotyp för bokförlaget Wahlström & Widstrand.

I Stockholm fick 1950 en gata, som tidigare ingick i Drottningholmsvägen, ett nytt namn - Hjalmar Söderbergs Väg - namngiven efter "en av de främsta skildrarna av sekelskiftets Stockholm". Den ingår i kategorin gator, som är uppkallade efter berömda svenska författare.
Sedan 1967 finns i villaområdet Slätten i Falkenberg en Hjalmar Söderbergs Väg. Ett trettiotal gator i området har fått namn efter svenska författare.
Hjalmar Söderbergs Väg finns sedan 1971 i villaområdet Österäng i Kristianstad. Anledningen är att Söderberg var journalist på Nyaste Kristianstadsbladet från december 1891 till våren 1892. Det kan synas vara ett ödets ironi att Fredrik Böök, som var en av Söderbergs mest ironiska och försåtliga kritiker, och som hatade honom på politiska och moraliska grunder, har fått ge namn åt en annan väg i området. Anledningen till detta är att Fredrik Böök var född i Kristianstad och bland annat skrev romanen "Storskolan", som tilldrar sig i staden. Även Gustaf Hellström, som var en författare som konkurrerade med Hjalmar Söderberg om Maria von Platens gunst, har fått ge namn åt en gata i ett näraliggande kvarter i Kristianstad.

### Litterära skyltar
Det finns ett 70-tal litterära skyltar på olika platser i Stockholm. En av de första finns sedan 1992 i Kungsträdgården i Stockholm vid Café Söderberg. Den har ett citat ur Hjalmar Söderbergs Doktor Glas:

"Klockan slog tre kvart på fem i Jacobs kyrka. Jag tog mekaniskt upp min klocka för att se efter om den gick rätt, min hand fumlade och darrade så att jag tappade klockan i marken och glaset gick sönder. Då jag böjde mig ner för att ta upp den, såg jag att det låg ett piller på marken..."
Hjalmar Söderberg uppmärksammas sedan i mitten av december 2012 med en minnesskylt även i Kristianstad, där han var anställd vid tidningen Nyaste Kristianstadsbladet. Skylten i Kristianstad sitter på Regionmuseets fasad in mot gården vid Stora torg. Texten på skylten har titeln ”En lång och smal rektangel” och är ett utdrag från kåseriet ”Vår stad”. Hjalmar Söderberg skrev det i Nyaste Kristianstadsbladet den 7 december 1891.

### Minnesplaketter

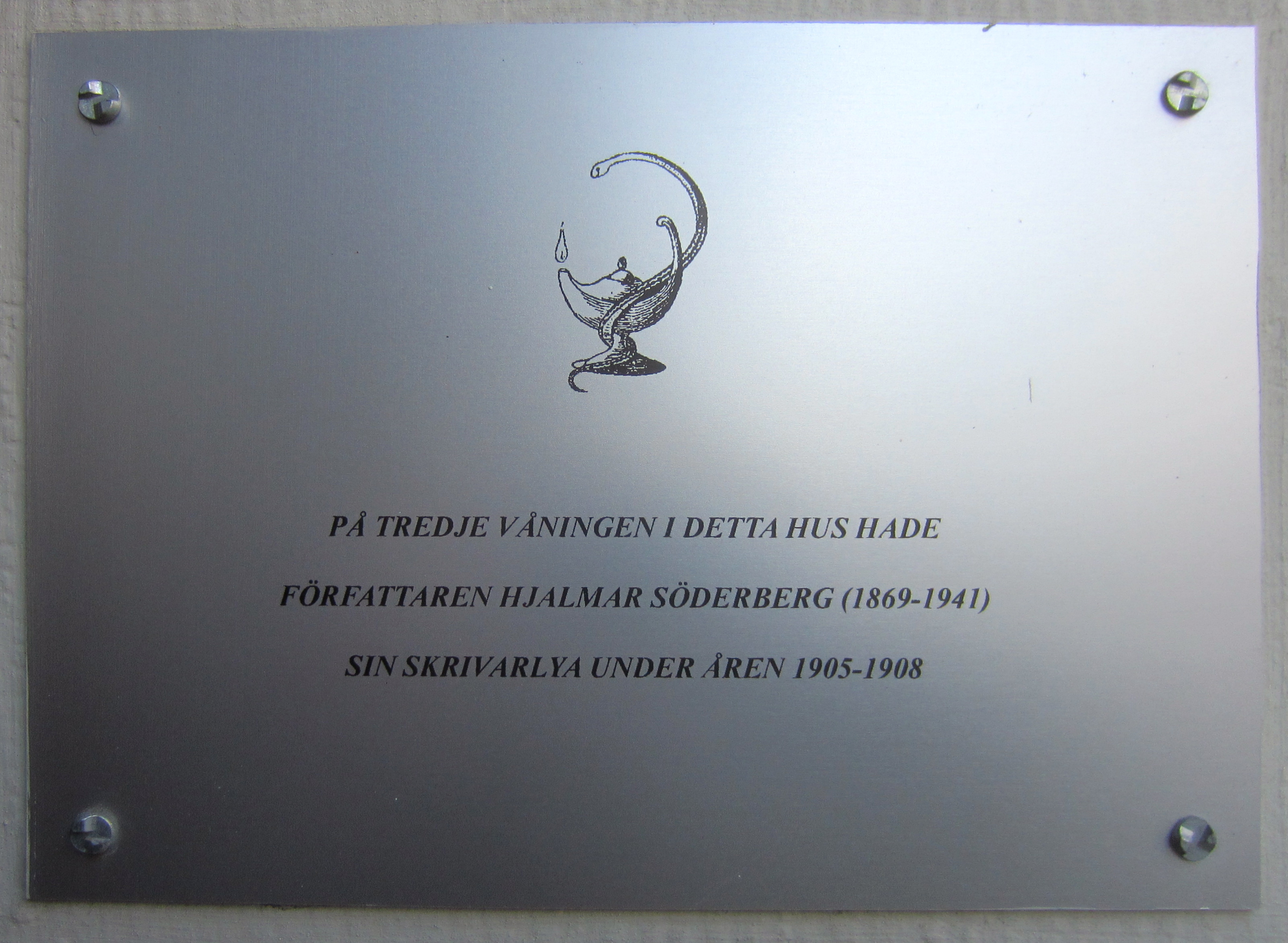
Plakett på Rådmansgatan 73 där Hjalmar Söderberg hade en dubblett på tredje våningen som sin "skrivarlya".

Sedan 2007 har Söderbergsällskapet låtit sätta upp plaketter på hus med anknytning till Hjalmar Söderberg. Tre plaketter finns på Östermalm – den ena vid fastigheten på Grev Turegatan 35 där Söderberg föddes. Den andra finns på Styrmansgatan 51 där familjen bodde under några år. Här föddes sonen Tom den 1 december 1900 i Hedvig Eleonora församling. Den tredje plaketten på Östermalm finns på Tyskbagargatan 9 där Hjalmar Söderberg och hans barn bodde från 1907.
I Vasastan finns två plaketter, en på Observatoriegatan 6 där familjen var bosatt 1901-07 och en annan på Rådmansgatan 73 där Söderberg hade en dubblett som sin skrivarlya under åren 1905-08. Sonen Mikael föddes på Observatoriegatan 6 den 8 december 1903 i dåvarande Adolf Fredriks församling.
Hjalmar Söderberg bodde, som relativt nygift, ett år på Södermalm med adress Folkungagatan 95. Dottern Dora föddes på denna adress den 10 november 1899 i Katarina församling i Stockholm.
Även i Brostugan på Kärsön i Ekerö kommun finns en plakett sedan i september 2013. Här hyrde Söderbergs föräldrar under en sommar på 1870-talet övervåningen i huset. Brostugans omgivningar och Nockeby inspirerade Hjalmar Söderberg till sommaravsnittet i romanen Martin Bircks ungdom.

### Sven Luttermans Söderberg-samling vid Kungliga biblioteket
Sven Lutterman (1915–90) var en bibliofil borgmästare i Norrköping som samlade Hjalmar Söderbergs samtliga tryckta verk, jämte excerpter, klipp och hade lagt upp ett omsorgsfullt kartotek. Detta kartotek har kopierats och bundits till en katalog omfattande två volymer. Samlingen överlämnades 1983 som gåva till Kungliga biblioteket. Den 18 mars 2003 utökades samlingen då första delen av en samling tidningsurklipp överlämnades av Söderbergsällskapet på Bure Holmbäcks 80-årsdag. Klippsamlingen omfattar tiden från 1888 och fram till nutid och innehåller närmare 15 000 klipp. Första delen är sammanställd av Herbert Friedländer och den senare av Bure Holmbäck.

### Svenska akademiens minnespenning

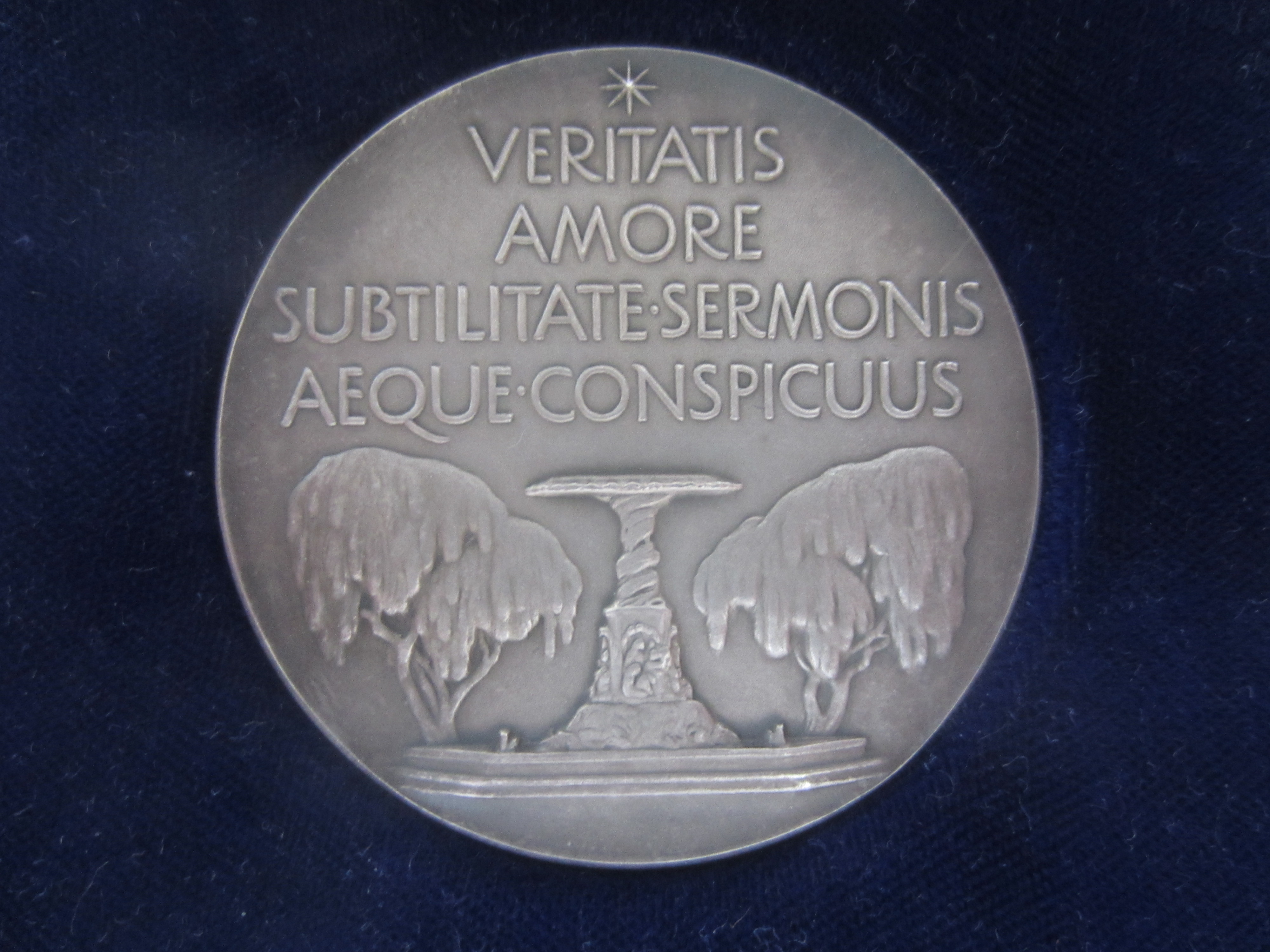
Frånsidan av Svenska Akademiens minnespenning från 1950. Gravör Erik Lindberg.

Svenska akademien ägnade 1950 års minnespenning åt Hjalmar Söderberg. Åtsidan visar hans bild med födelse- och dödsår. Porträttet modellerade gravören Erik Lindberg efter ett anonymt foto reproducerat i Idun 1917, som denne funnit i Kungliga bibliotekets samlingar. Här vann dock ett av gravörens andra förslag gehör, att till namnet kring åtsidans porträtt foga ett "holmiensis" för att markera Hjalmar Söderbergs stockholmsförankring.
När gravören Erik Lindberg fick uppdraget, att utföra medaljen genom Svenska akademiens ständige sekreterare Anders Österling den 20 april 1950 meddelades "att frånsidan lämpligen kunde prydas med en Stockholms stadsbild för att på samma gång antyda hans roll som stockholmsskildrare". Bo Bergman, som var Söderbergs vän och biograf instämde i detta och tillade: "Skulle inte ett hörn av Kungsträdgården med Sankt Jacobs kyrka passa? Denna trakt förekommer ständigt i Söderbergs berättelser". Konstnärens förslag, att "författarens vapen" - en gåspenna - skulle pryda frånsidan av medaljen vann inte någon majoritet hos akademiledamöterna, som ovanligt nog röstade i denna fråga.
Frånsidan återger istället ett annat motiv från Kungsträdgården med Molins fontän flankerad med två pilar och erinrar om stockholmsskildraren Söderberg. Den bär följande inskrift: VERITATIS | AMORE | SUBTILITATE * SERMONIS | AEQUE * CONSPICUUS. Översatt: Sanningskärlek och språkligt mästerskap utmärkte honom i samma grad. Den återgivna minnespenningen är i silver, har en diameter om 45 millimeter och är slagen i 128 exemplar varav Kungliga Myntkabinettet har ett exemplar.

### Frimärke
På 100-årsdagen av Hjalmar Söderbergs födelse utgav Posten ett 45-öres frimärke med författaren tecknad av Martin Lamm och graverat av Arne Wallhorn. Utgivningsdag var den 13 oktober 1969.
| Hjalmar Söderberg, åtsidan och frånsidan av medalj i serien "Stora Svenska Författare" utformad 1978 av Berndt Helleberg. |  | Hjalmar Söderberg, åtsidan och frånsidan av medalj i serien "Stora Svenska Författare" utformad 1978 av Berndt Helleberg. |
| Hjalmar Söderberg, åtsidan och frånsidan av medalj i serien "Stora Svenska Författare" utformad 1978 av Berndt Helleberg. |  | |

### Medalj
Åren 1978–79 utfördes medaljer för 40 svenska författare. För uppgiften hade åtta skulptörer engagerats och de gjorde fem medaljer vardera av svenska författare från Heliga Birgitta till Gunnar Ekelöf. Berndt Helleberg fick göra Hjalmar Söderberg, Bo Bergman, Vilhelm Ekelund, Sigfrid Siwertz och Hjalmar Bergman. Medaljen av Hjalmar Söderberg är tillverkad av Sporrong, präglad i brons med en diameter om 40 millimeter och utförd i 1 000 exemplar..

## Söderbergstudier
Sten Rein har i sin doktorsavhandling från 1962 utgått från skådespelet Gertrud. Avhandlingen belyser bland annat verkligheten bakom händelserna i Gertrud och Den allvarsamma leken. Bure Holmbäck bedrev i sin doktorsavhandling Det lekfulla allvaret från 1969 studier över erotiska och polemiska motiv i Den allvarsamma leken mot bakgrund av hans tidigare författarskap.
Kurt Mälarstedt har i Ett liv på egna villkor – om Maria von Platen (2006) tecknat ett porträtt av Maria von Platen, som var Söderbergs tillbakadragna älskarinna och litterära musa.
Nils O. Sjöstrand redigerade en serie om tre böcker med iakttagelser och synpunkter på och angående doktor Glas - Viljans frihet och mordets frestelse (2003), Läkarens plikt och moralens flytande tillstånd (2010) och Stockholms nattblå himmel och pillrets onda kraft - Staden, läkaren nattvarden och giftet i Hjalmar Söderbergs Doktor Glas (2012).
Björn Sundberg har i sin doktorsavhandling från 1981, Sanningen, myterna och intressenas spel: en studie i Hjalmar Söderbergs författarskap från och med Hjärtats oro, bland annat tagit upp Söderbergs moraluppfattning och samhällsengagemang. Söderbergs religionshistoriska intressen har granskats av Lars Ljungberg i Alltför mänskligt - om Hjalmar Söderbegs kristendomskritik och av Sven Lagerstedt i doktorsavhandlingen Hjalmar Söderberg och religionen, båda från 1982.
Tommy Olofsson har i sin doktorsavhandling från 1981, Frigörelse eller sammanbrott? Stephen Dedalus, Martin Birck och psykologin, analyserat de psykologiska aspekterna i Martin Bircks ungdom.
Elena Balzamo har analyserat Söderbergs politiska författarskap i Den engagerade skeptikern - Hjalmar Söderberg och politiken från 2001. Jesper Halls Hjalmar Söderberg och schackspelet (2011), belyser Söderbergs passion för schack.
Maria Wahlström disputerade i maj 2012 på avhandlingen ”Jag är icke heller en” – den svenska dagboksromanen. Hon kartlägger ett trettiotal romaner publicerade mellan 1825 och 2010. Diskussionen av dagboksromanens formspråk fördjupas framför allt i studiet av tre centrala verk: Fredrika Bremers En dagbok, Hjalmar Söderbergs Doktor Glas och Eyvind Johnsons Drömmar om rosor och eld.
Miranda Landen disputerade 2013 vid Lunds universitet på avhandlingen Och nu börjar historien - Hjalmar Söderbergs novellkonst, som också utkom på Atlantis bokförlag Samtliga noveller i hans fem novellsamlingar tas upp i avhandlingen, från Historietter till Resan till Rom. Tolkningar av enskilda noveller, resonemang om vad en novellsamling är och om novellen som genre analyseras också. Avhandlingen belyser även hur det kunde gå till vid publiceringen i den tidens tidningar och tidskrifter, alltifrån Dagens Nyheter och Svenska Dagbladet till Ord och Bild, julkalendrar och olika skämttidningar.

### Söderbergsamlingen vid Göteborgs universitetsbibliotek

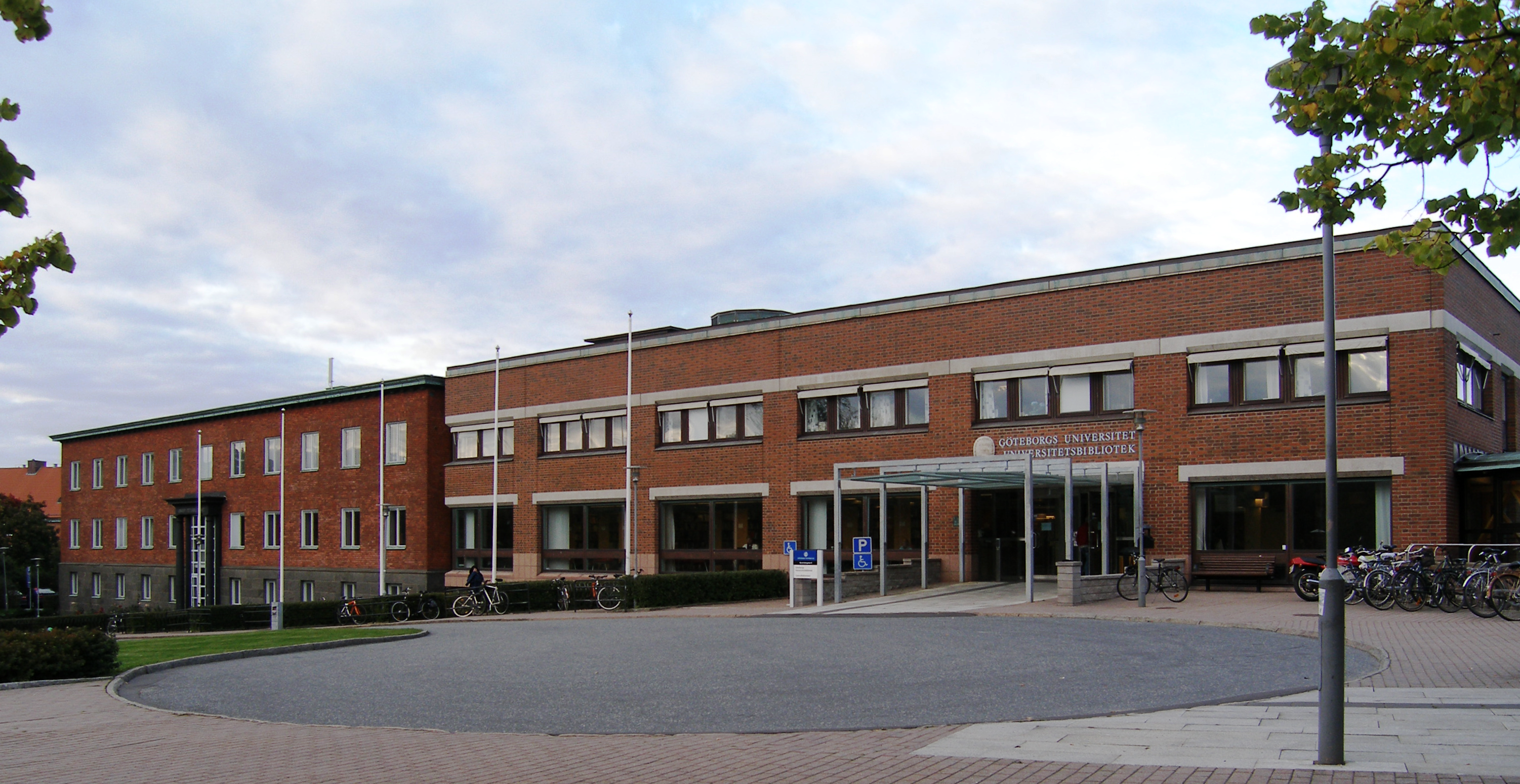
Göteborgs universitetsbibliotek – Humanisten – med bland annat Handskriftsavdelningen.

Söderbergs familj har vårdat sig om hans litterära kvarlåtenskap och valt att överlåta merparten av hans korrespondens och ett flertal originalmanuskript liksom Tom Söderbergs fotosamling till Göteborgs universitetsbibliotek.
Fem större originalmanuskript har inte kommit från familjen Söderberg, utan dessa donerades redan 1937 av apotekare Gustaf Bernström till biblioteket, tillsammans med ett antal andra manuskript av bland andra Gustaf Fröding, Selma Lagerlöf och Verner von Heidenstam. Denna donation av manuskript byggdes på 1949 genom köpet av Hjalmar Söderbergs skriftliga kvarlåtenskap från hans hustru Emilie Söderberg i Köpenhamn. Detta kunde ske med stöd av anslag från Stiftelsen Wilhelm och Martina Lundgrens vetenskapsfond.
Man kan därför säga, att Söderbergarkivet i huvudsak kommer från två olika håll. Materialet har därefter utökats med tillskott från skilda håll i form av brev, strömanuskript och en mängd foton. Korrespondens, foton och manuskript har legat till grund för ett flertal artiklar, böcker och avhandlingar – senast Miranda Landens doktorsavhandling (2013) och Jesper Högströms biografi över Hjalmar Söderberg (2017).

## Bibliografi

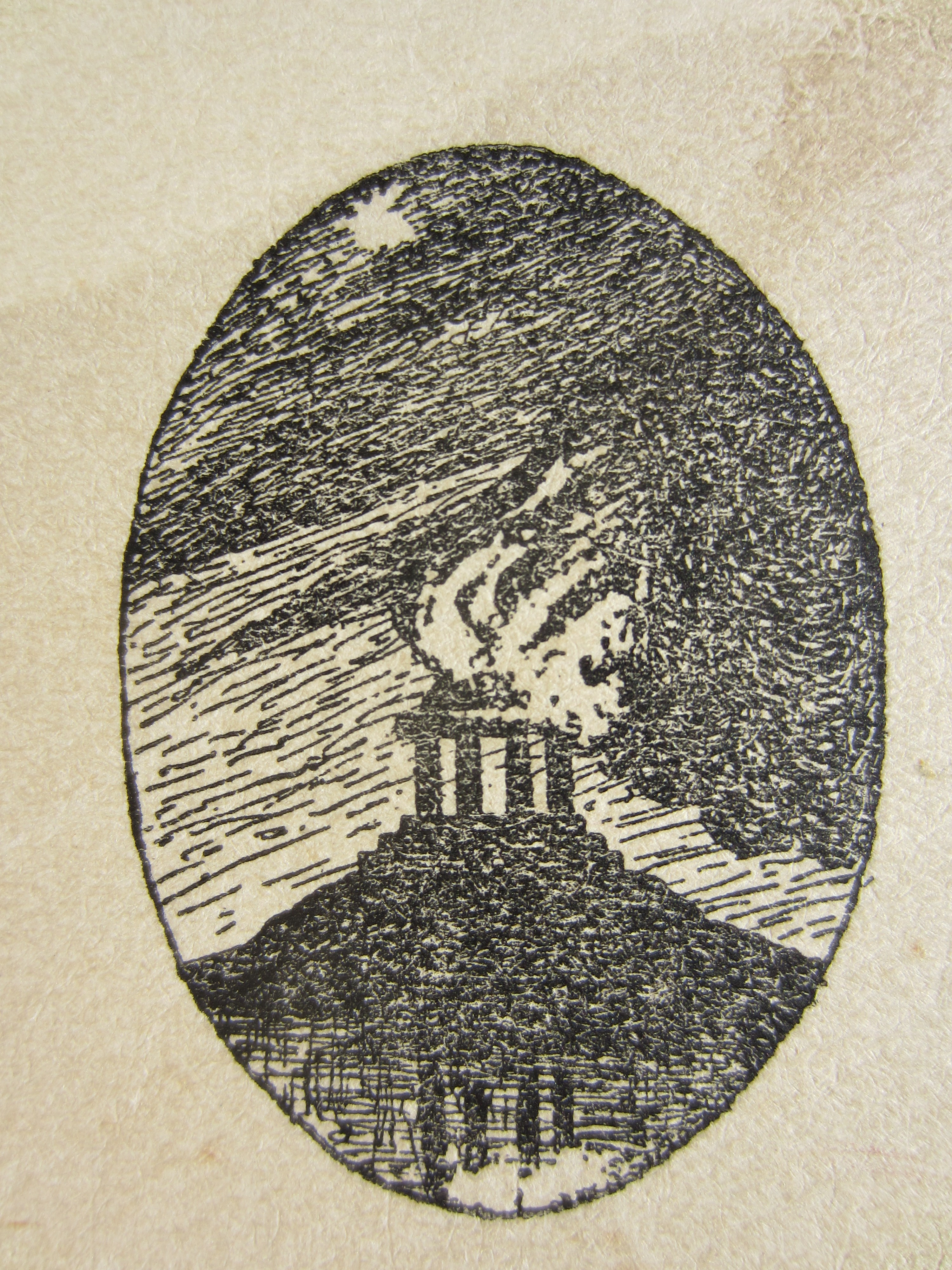
Vinjetten, som är tecknad av Hjalmar Söderberg, med ett brinnande tempel pryder framsidan av Den allvarsamma leken.

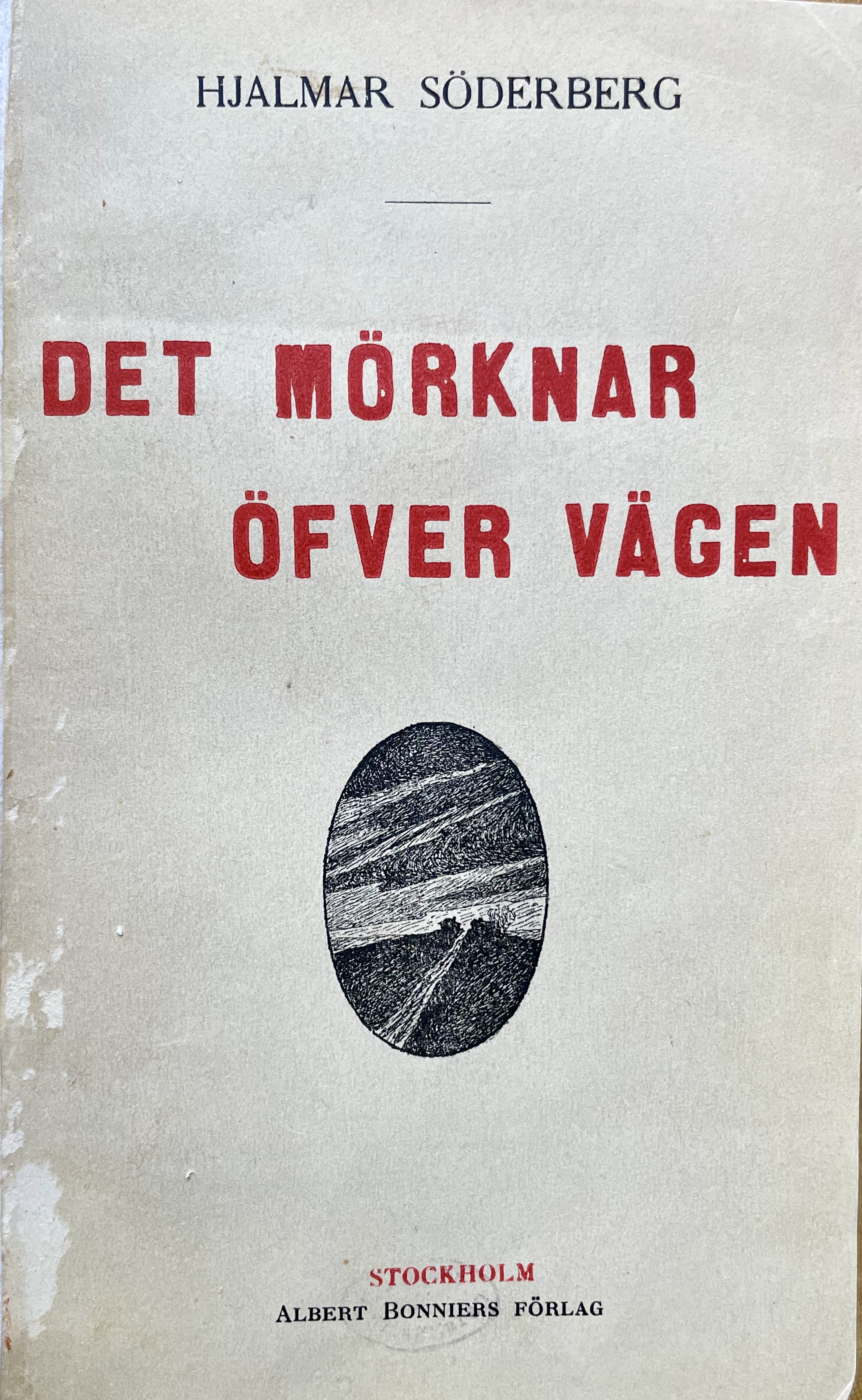
Vinjett till Det mörknar öfver vägen från 1907.

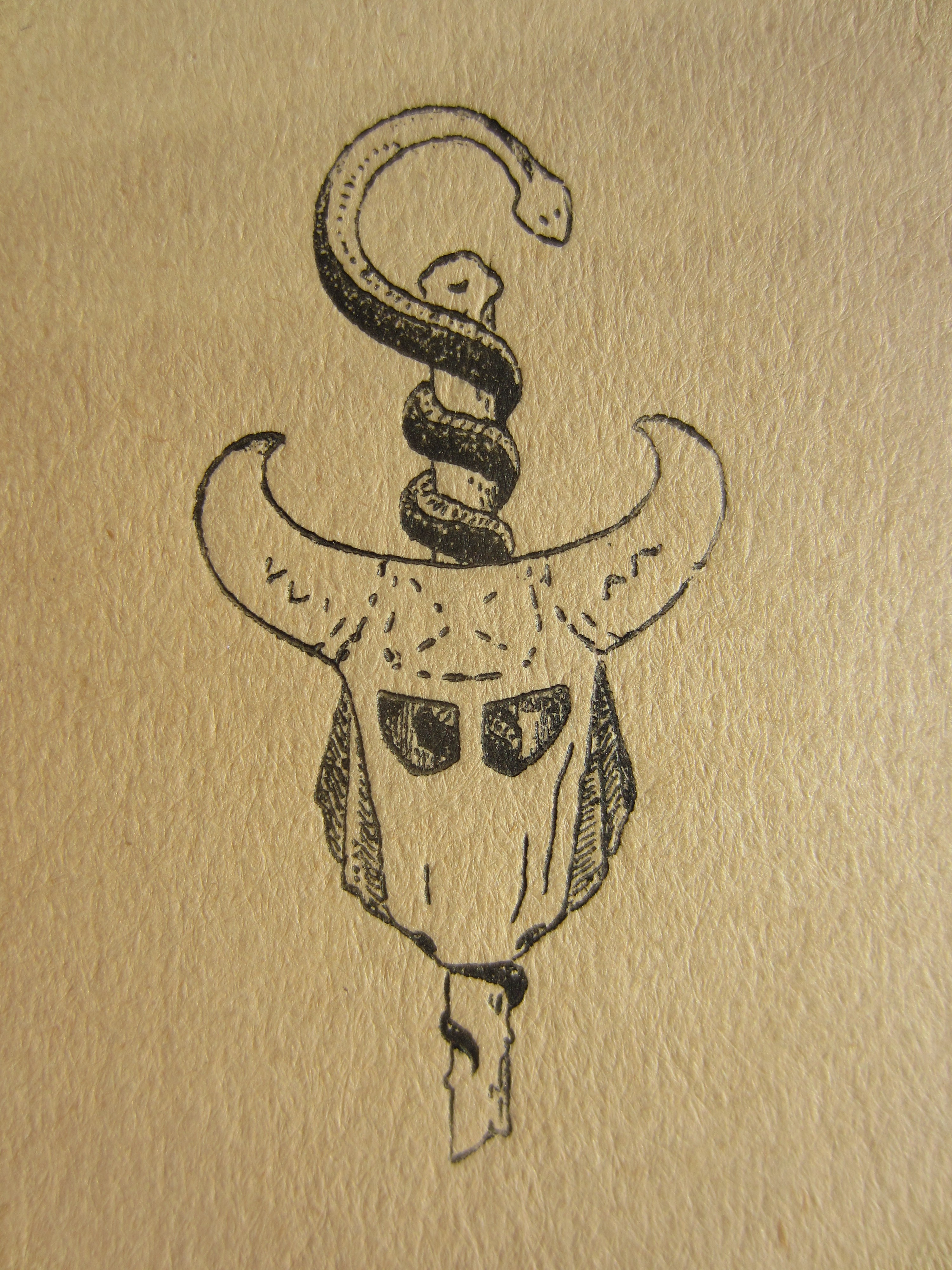
Vinjetten, som är tecknad av Hjalmar Söderberg, med "Arons stav" och "Mose tjurmask" pryder framsidan av Jahves eld.

### Samlade upplagor och urval

#### Samlade verk
- Valda sidor. Stockholm: Bonnier. 1908. Libris 12745355
- Skrifter. 1-10. Stockholm. 1919-1921. Libris 22549980
  -  Del 1, Förvillelser. 1919. Libris 344163
  -  Del 2, Preludier ; Historietter. Stockholm: Bonniers. 1919. Libris 344162
  -  Del 3, Martin Bircks ungdom : berättelse. Stockholm. 1921. Libris 344164
  -  Del 4, Samtidsnoveller. 1921. Libris 344161
  -  Del 5, Doktor Glas : roman. 1921. Libris 344165
  -  Del 6, Gertrud ; Aftonstjärnan. 1921. Libris 344166
  -  Del 7, Hjärtats oro. 1920. Libris 344167
  -  Del 8, Den allvarsamma leken : roman. 1920. Libris 344168
  -  Del 9, Forntid och saga : (Jahves eld m.m.). 1921. Libris 344169
  -  Del 10, Vers och varia. 1921. Libris 13415203
- Historietter och noveller. De nya berättarna. Stockholm: Bonnier. 1927. Libris 1341238 - Urval ur novellsamlingarna Historietter, Främlingarna, Det mörknar över vägen, Den talangfulla draken.
- Samlade verk / [redigerade och kommenterade av Tom Söderberg]... Stockholm: Bonnier. 1943. Libris 8223389
  -  Del 1, Förvillelser ; Vers. Libris 1699935
  -  Del 2, Martin Bircks ungdom ; Gamla minnen. Libris 1699937
  -  Del 3, Historietter ; Äldre samtidsnoveller. Libris 1699938
  -  Del 4, Yngre samtidsnoveller. Libris 1699939
  -  Del 5, Doktor Glas ; Hjärtats oro. Libris 1699940
  -  Del 6, Dramatik. Libris 8223390
  -  Del 7, Den allvarsamma leken. Libris 1699942
  -  Del 8, Forntid och saga. Libris 1699943
  -  Del 9, Ur glömskan ; Varia 1. Libris 8223391
  -  Del 10, Litterärt ; Varia 2. Libris 1699936
- [Skrifter]. Stockholm: Bonnier. 1969. Libris 13032
  -  1, Förvillelser ; Historietter ; Martin Bircks ungdom ; Doktor Glas ; Hjärtats oro. Libris 13033
  -  2, Gertrud ; Aftonstjärnan ; Den allvarsamma leken ; Noveller ; Dikter ; Journalistik. Libris 13034
- Hjalmar Söderbergs skrifter / inledning av Per Wästberg ; kommentarer av Tom Söderberg och Hans Levander. Stockholm: LiberFörlag. 1977-1978. Libris 7258776. ISBN 9138036614
  -  Hjalmar Söderbergs skrifter i nyutgivning : ett förord / av Per Wästberg. Stockholm: LiberFörlag. 1977. Libris 2319504
  -  Den allvarsamma leken. 1977. Libris 7258775. ISBN 9138036606
  -  Förvillelser : Preludier ; Historietter. 1977. Libris 7258774. ISBN 9138036592
  -  Gertrud ; Aftonstjärnan ; Ödestimmen. 1977. Libris 7258773. ISBN 9138036584
  -  Doktor Glas ; Hjärtats oro. 1978. Libris 7258776. ISBN 9138036614
  -  Forntid och saga ; Jesus Barabbas. 1978. Libris 7258769. ISBN 9138036541
  -  Martin Bircks ungdom ; Vers ; Stockholmskrönikor. 1978. Libris 7258770. ISBN 913803655X
  -  Samtidsnoveller. 1978. Libris 7258772. ISBN 9138036576
  -  Sista boken ; Aforismer. 1978. Libris 7258777. ISBN 9138036622
  -  Varia. 1978. Libris 7258771. ISBN 9138036568
- Från 2012 avser förlaget Lind & Co ge ut Söderbergs hela författarskap inklusive religionsforskning och minnen under titeln "Hjalmar Söderberg - samlade skrifter" fördelat på 17 volymer (18 band) över ungefär lika många år. Redaktion för de samlade skrifternas första volymer utgjordes av Bure Holmbäck, Nils O. Sjöstrand och Björn Sahlin.
- Samlad utgivning i 25 volymer av Hjalmar Söderbergs skrifter. Stockholm. The Sublunar Society. 2014-2026.
  - Förvillelser. 2014. Libris ISBN 9789198114515
  - Historietter. 2014. Libris ISBN 9789198114522
  - Martin Bircks ungdom. 2014. Libris ISBN 9789198114539
  - Främlingarna. 2014. Libris ISBN 9789198114546
  - Gertrud. 2014. Libris ISBN 9789198114553
  - Aftonstjärnan/Ödestimmen. 2015. Libris ISBN 9789198114560
  - Den talangfulla draken. 2018. Libris ISBN 9789188221025
  - Det mörknar över vägen. 2018. Libris ISBN 9789188221049
  - Hjärtats oro. 2018. Libris ISBN 9789188221063
  - Resan till Rom. 2018. Libris ISBN 9789188221087
  - Jahves eld. 2018. Libris ISBN 9789188221131
  - Jesus Barabbas. 2018. Libris ISBN 9789188221148
  - Den förvandlade Messias - Jesus Barabbas II. 2018. Libris ISBN 9789188221438
  - Sista Boken. 2018. Libris ISBN 9789188221353
  - Preludier. 2023. Libris ISBN 9789189518148
  - Dikter. 2023. Libris ISBN 9789189518124
  - Aforismer. 2023. Libris ISBN 9789189518131
  - Ur arkiven I. 2024. Libris ISBN 9789189518155
  - Ur arkiven II. 2024. Libris ISBN 9789189518162
  - Teaterkritik I. 2025. Libris ISBN 9789189518179
  - Teaterkritik II. 2025. Libris ISBN 9789189518186
- Prosa. Den svenska prosan. I urval av Örjan Lindberger och Nils Sylvan. Stockholm: Bonnier. 1951. Libris 3110042 - Innehåll: Martin Bircks ungdom ; Historietter ; Tre historietter ; Tre porträtt ; Fan ; En stockholmskrönika från sekelskiftet.
- Doktor Glas : Förvillelser. Bokklubben Svalan. Stockholm: Bonnier. 1954. Libris 1448506
- Martin Bircks ungdom / med inledning, ordförklaringar och arbetsuppgifter av Örjan Lindberger och Nils Sylvan... Skönlitteratur i skolan ; 22. Stockholm: Sv. bokförlaget. 1954. Libris 3110040
- Martin Bircks ungdom ; Gertrud ; Historietter ; Noveller ; Vers ; Varia. Svalans svenska klassiker, 99-0134162-0. - Bokklubben Svalan, 99-0120395-3. Stockholm: Bonnier. 1959. Libris 502327
- Noveller. 1-2. Bonnierbiblioteket, 99-0144096-3. Stockholm: Bonnier. 1962. Libris 8073234
- Aforismer och maximer / sammanställda av Tom Söderberg... Kammarbiblioteket. Stockholm: Bonnier. 1969. Libris 1200333
- Förvillelser : Historietter ; Martin Bircks ungdom ; Doktor Glas / [urval och inledning: David Gedin]... Sveriges klassiker (Gedin), 99-1303582-1. Stockholm: Gedin. 1992. Libris 7677263. ISBN 9179641121
- Den allvarsamma leken. Skönlitteratur i skolan, 0583-4910. Stockholm: Almqvist & Wiksell. 1995. Libris 10912201. ISBN 9121145342
- Martin Bircks ungdom / med inledning av Lars O. Lundgren. Skönlitteratur i skolan, 0583-4910. Stockholm: Almqvist & Wiksell. 1995. Libris 7221714. ISBN 9121145334
- Tre noveller. Entimmesboken. [Pocket], 99-0672056-5. Stockholm: Natur och kultur. 2000. Libris 7231315. ISBN 9127554414 - Innehåll: En grå väst eller Rättvisan i München ; Misstagssonaten ; Med strömmen.
- Preludier. Stockholm. The Sublunar Society. 2023. Libris ISBN 9789189518148
- Dikter. Stockholm. The Sublunar Society. 2023. Libris ISBN 9789189518124
- Aforismer. Stockholm. The Sublunar Society. 2023. Libris ISBN 9789189518131
- Ur arkiven I. Stockholm. The Sublunar Society. 2024. Libris ISBN 9789189518155
- Ur arkiven II. Stockholm. The Sublunar Society. 2024 Libris ISBN 9789189518162
- Teaterkritik I, Stockholm, The Sublunar Society, 2025 Libris ISBN 9789189518179
- Teaterkritik II, Stockholm, The Sublunar Society, 2025. Libris ISBN 9789189518186

### Manuskript i faksimil
- Svensk skrifbok ( 1883)
- Dödsfiender. En saga. ( 1887)
- Uppsatser på modersmålet. 1. ( 1887)
- Uppsatser på modersmålet. 2. ( 1887)
- På vägen ( 1892)
- Flodfart ( 1893)
- Ur glömskan ( 1893)
- Teckningar ( 1894)
- Doktor Glas ( 1905)
- Den allvarsamma leken ( 1912)
- Hjärtats oro ( 1918)
- Jahves Eld ( 1918)
- Ödestimmen (1922)

### Översättningar
- Anatole France: Noveller i urval (Gernandt, 1897)
- Anatole France: Den röda liljan (Le lys rouge) (Gernandt, 1902)
- Anatole France: En komedianthistoria (Ljus, 1905)
- Anatole France: Drottning Gåsfot (La rôtisserie de la reine Pédauque) (Ljus, 1906)
- Heinrich Heine: Tyskland: en vintersaga (Deutschland: ein Wintermärchen) (Bonnier, 1919)
- Paul Géraldy: Förspelet (Wahlström & Widstrand, 1924)
- Guy de Maupassant: Huset Tellier (La maison Tellier) (Bonnier, 1927)
- Alfred de Musset: Lek ej med kärleken!: komedi i tre akter (On ne badine pas avec l'amour) (radiobearbetning Hjalmar Gullberg, Radiotjänst, 1936)
- Anatole France: Gyckelspel (Histoire comique) (tteraturfrämjandet, 1968)

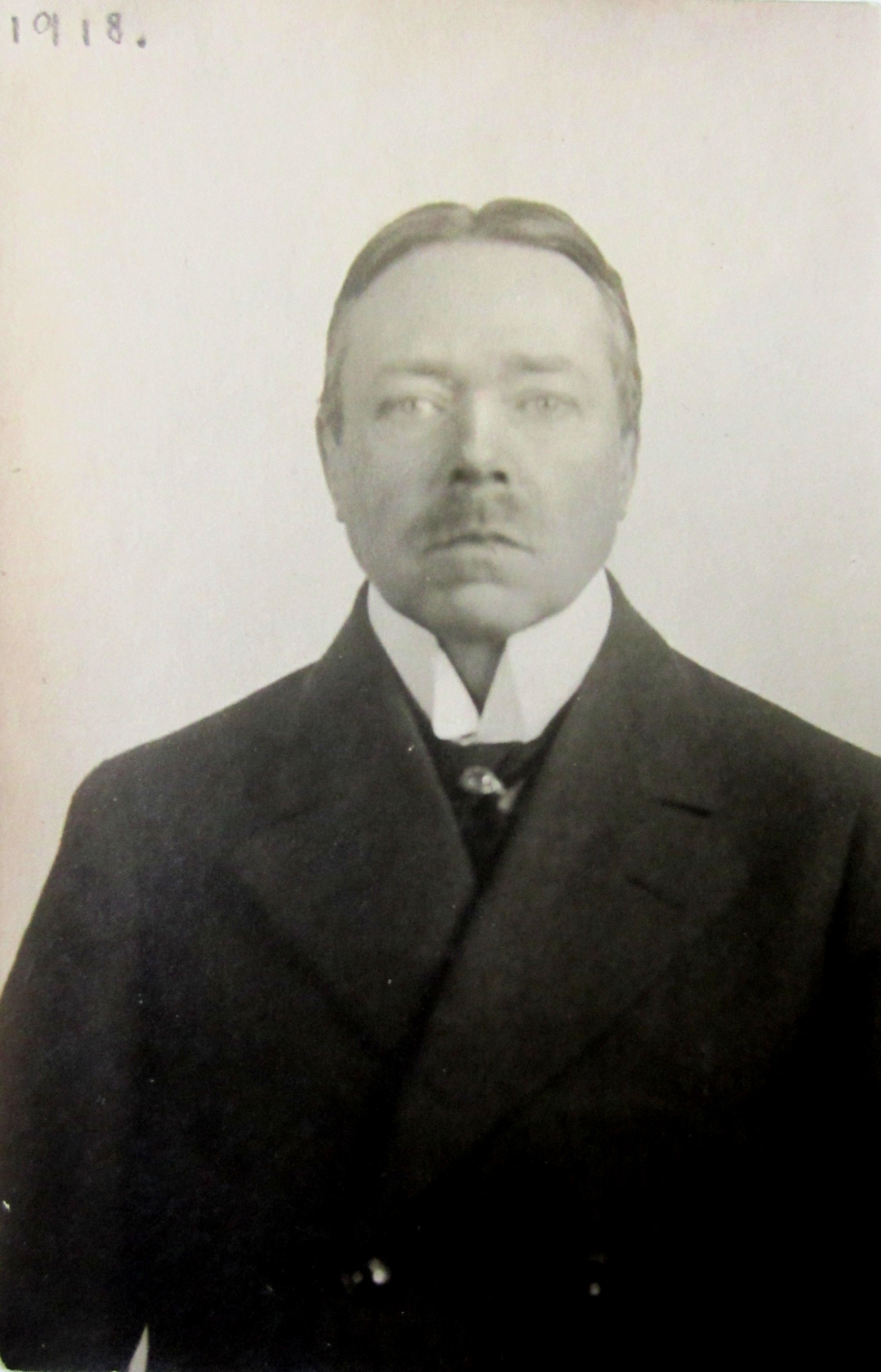
Hjalmar Söderberg 49, år 1918. Året efter började Albert Bonniers förlag att ge ut "Samlade verk", som han själv redigerade. Foto: Göteborgs universitetsbibliotek.

## Filmatisering och inspiration

### Filmatisering av Hjalmar Söderbergs liv
- Jag har valt mina ord och menat allvar med dem, är en film om Hjalmar Söderberg som sändes i TV2 - första gången i januari 1987. Den är gjord av Bure Holmbäck tillsammans med producenten Monica Simonsson. Eftersom en så stor del av Söderbergs liv och författarskap utspelades i Köpenhamn var det ofrånkomligt att mycket filmades där. Det krävdes också omsorgsfulla förberedelser, bland annat genomgång av materialet i kommunarkivet i Dragör och att skaffa tillstånd för att filma i Vor Frues Kirke i Köpenhamn.[96]
- Hjärtats oro, är en TV-film för Sveriges Television från 2002 i två delar av Marianne Söderberg och Magnus Engberg om Hjalmar Söderberg. Filmen handlar om författarens liv, författarskap och kärlek kring det förra sekelskiftet. Varje avsnitt har en längd på 60 minuter.[97]

### Filmatiseringar av HjalmVar Söderbergs verk

#### Den allvarsamma leken
- Den allvarsamma leken, filmatisering från 1945 i regi av Rune Carlsten[98]
- Den allvarsamma leken, filmatisering från 1977 i regi av Anja Breien[99]
- Den allvarsamma leken, filmatisering från 2016 i regi av Pernilla August[100]

#### Doktor Glas
- Doktor Glas, filmatisering från 1942 i regi av Rune Carlsten[101]
- Dr. Glas, danskproducerad filmatisering från 1968 i regi av Mai Zetterling[102]
  - Skådespelare: Per Oscarsson, Lone Hertz, Ulf Palme m.fl.
  - Speltid: 83 minuter

#### Gertrud
- Gertrud (1963). En bearbetning för TV-teatern, Sveriges Television AB, i regi av Bengt Lagerkvist.[103]
  - Skådespelare: Curt Masreliez, Anita Björk, Ove Tjernberg, Uno Henning, Isa Quensel m.fl.
- Gertrud (1964), filmatisering från 1964 i regi av dansken Carl Theodor Dreyer.[104][105][106] Filmen hade världspremiär i Paris.[107]
  - Skådespelare: Nina Pens Rode, Bendt Rothe, Ebbe Rode m.fl.
  - Speltid: 118 minuter
- Gertrud, en TV-film för Sveriges Television från 1999 i regi av Ulla Gottlieb.
  - Medverkande: Marie Richardson som Gertrud, Johan Rabaeus som Gustav Kanning, Krister Henriksson som Gabriel Lidman, Björn Bengtsson som Erland Jansson och Mona Malm som professorskan Kanning.
  - Längd 80 minuter.[108]

#### Pälsen
Novellen Pälsen har spelats in som kortfilm 1966 och 2008.
- I 1966 års filmatisering för TV-teatern hade Gunnar Björnstrand rollen som Richardt och Gunnar Sjöberg rollen som doktor Henck.[110] Denna "tragikomedi" spelades in efter ett manus, som Hjalmar Söderberg själv skrev 1911 på uppmaning av producenten och filmbolagsdirektören Charles Magnusson. Söderbergs manus refuserades, men trycktes 1911 i teatertidskriften Thalia. Den version som spelades in femtiofem år senare, utan repliker, är en pastisch på de filmer som gjordes omkring 1910, med pianoackompanjemang. Filmen följer Söderbergs manus, i vilket några detaljer ändrats från den ursprungliga historietten från 1898. Häradshövding Richardt har till exempel blivit fondmäklare i filmen och filmens slut är mer drastiskt än i historietten. Filmen har bara visats en gång på SvT, sent på kvällen Annandag jul 1966,[111] med en inledande kommentar av filmvetaren Bengt Idestam-Almquist - signaturen Robin Hood i Stockholms-Tidningen.
  - Regi: Ingemar Leijonborg.
  - Skådespelare: Gunnar Björnstrand, Ann-Marie Gyllenspetz och Gunnar Sjöberg.
  - Speltid: 18 minuter.
- I 2008 års version är regin av Björne Larson och den har visats på SVT2 Sverige och vid festivalvisningar på Skandia, Grand 1 och Victoria 1.[112]
  - Skådespelare: Björn Kjellman, Fares Fares och Moa Gammel.
  - Speltid: 15 minuter.

### Litterära verk, som direkt inspirerats av Söderbergs romaner
- För Lydia (1973) av Gun-Britt Sundström, som är en överföring av Den allvarsamma leken till modern tid och är skildrad ur Lydias perspektiv.[113]
- The Strange Case of Dr Simmonds & Dr Glas (2002) by Dannie Abse, inspired by the disturbing 1905 Swedish classic Doctor Glas.[114]
- Gregorius (2004) av Bengt Ohlsson, som utgår från Doktor Glas och skildrar historien ur pastor Gregorius perspektiv.[115]
- Helgas offer (2007) av Bjarne Moelv, som utgår från Doktor Glas och skildrar historien ur Helgas perspektiv.[116]
- Jag, Helga Gregorius (2008) av Birgitta Lindén, som låter Helga Gregorius själv komma till tals.[117]
- Mordets praktik (2009) av Kerstin Ekman, som utgår från Doktor Glas, och är en dialog mellan läkarna Revinge och Glas.[118]
- Dosan, Helga Gregorius berättelse (2013) av Helena Sigander.[119]
- Doktor Glas räknar (2014) av Thomas Andersson och Per Bergström med illustrationer av Anna Jonsson. Här berättas historien om Doktor Glas och läsare i alla åldrar kan räkna sig igenom den klassiska romanen.[120]
- Helga (2024) av Bengt Ohlsson, som utgår från Doktor Glas och skildrar historien ur Helga Gregorius perspektiv.[121]
- Fru Gregorius (2024) av Åsa Nilsonne, utgår från Doktor Glas och skildrar historien ur Helga Gregorius perspektiv.[122]
- En annan doktor Glas (2025) av Malin Lindroth, utgår från Doktor Glas och skildrar historien ur Märta Söderbergs perspektiv.[123]

#### Akademiska avhandlingar med anknytning till Söderbergs författarskap

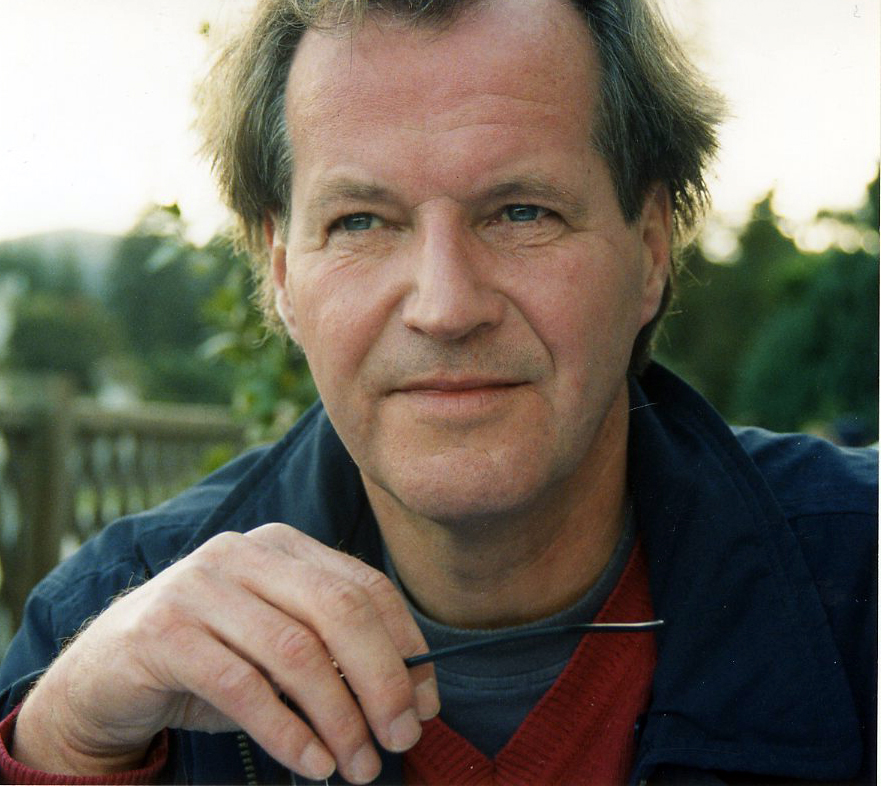
Tommy Olofsson lade fram sin avhandling i Lund 1981 och är numera verksam vid Linnéuniversitetet i Växjö.

## Priser och utmärkelser
- 1934 – De Nios Stora Pris
- 1941 – Gustaf Frödings stipendium